# Regionaler Naturpark Golfe du Morbihan

Logo des Naturparks

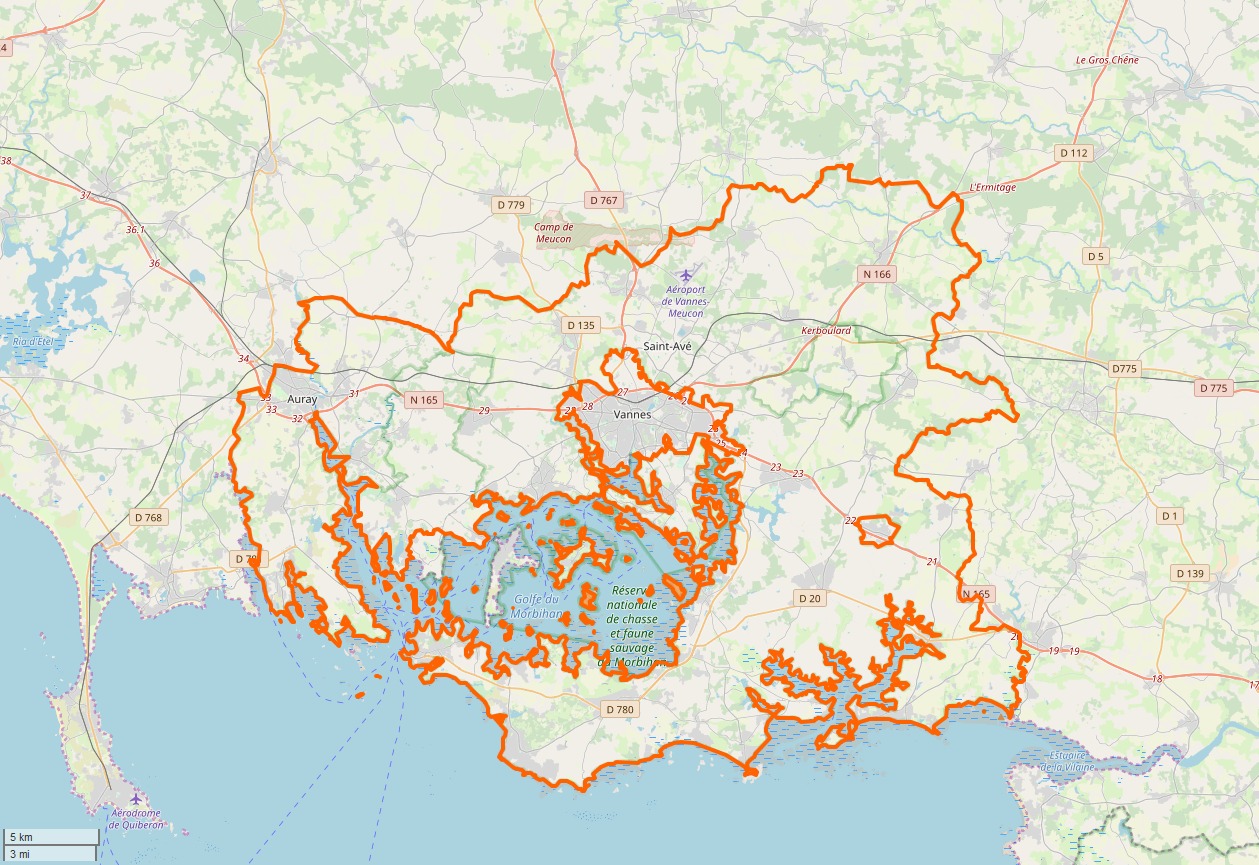
Lage des Parks

Der Regionale Naturpark Golfe du Morbihan liegt im französischen Département Morbihan in der Region Bretagne. Er erstreckt sich über den Großraum der Stadt Vannes und grenzt im Süden an den Atlantischen Ozean mit dem namengebenden Golf von Morbihan.

## Parkverwaltung
Die Gründung des Naturparks erfolgte am 2. Oktober 2014. Der Park umfasst aktuell eine Fläche von rund 74.600 Hektar. Die Parkverwaltung mit dem „Maison du Parc“ hat ihren Sitz in Vannes (47° 39′ 7″ N, 2° 47′ 16″ W). 33 Gemeinden mit einem Einzugsgebiet von etwa 187.000 Bewohnern bilden den Park.

## Größere Orte im Park
- Vannes
- Auray
- Saint-Avé
- Sarzeau

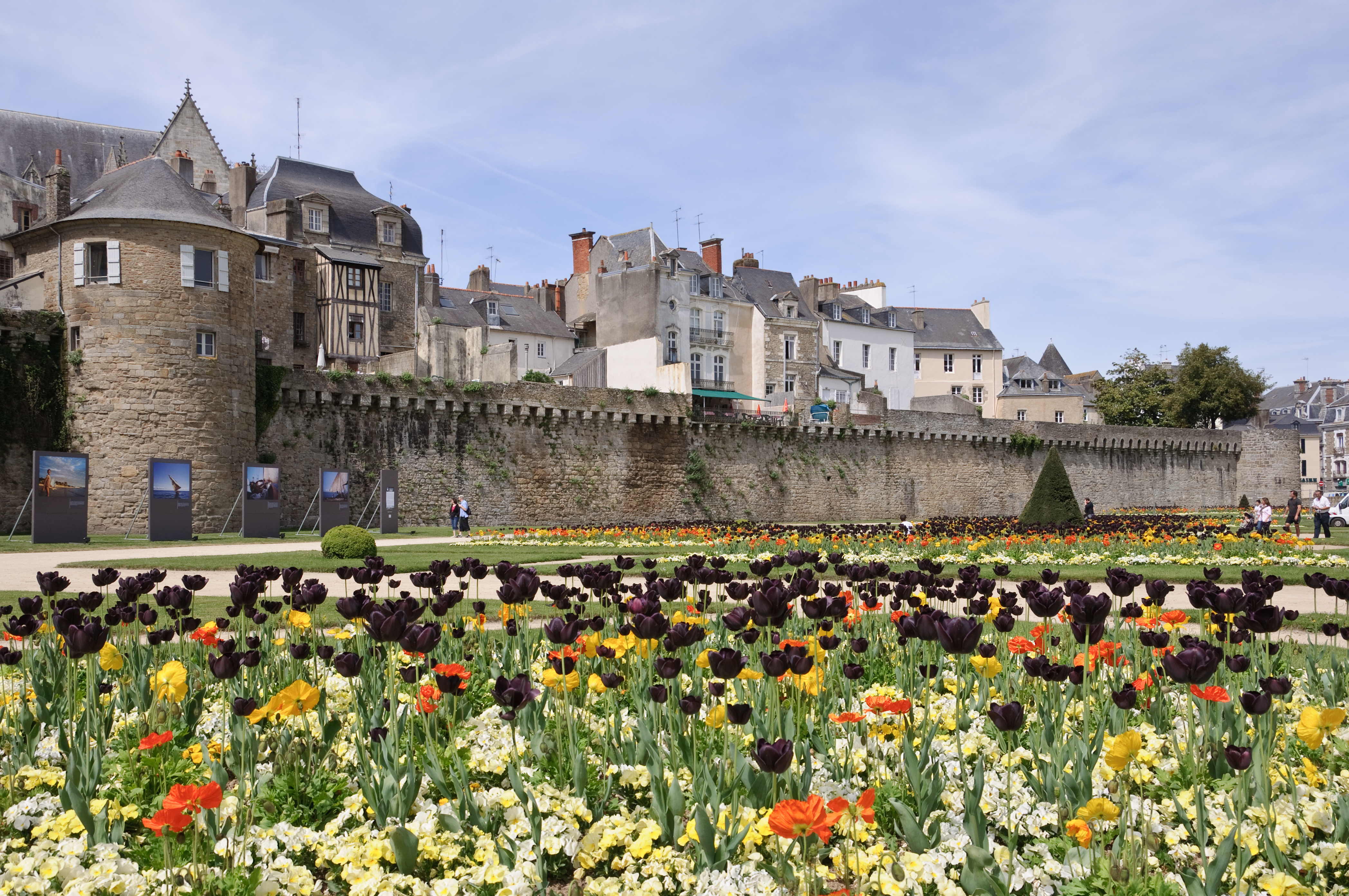
Die Stadtmauer von Vannes
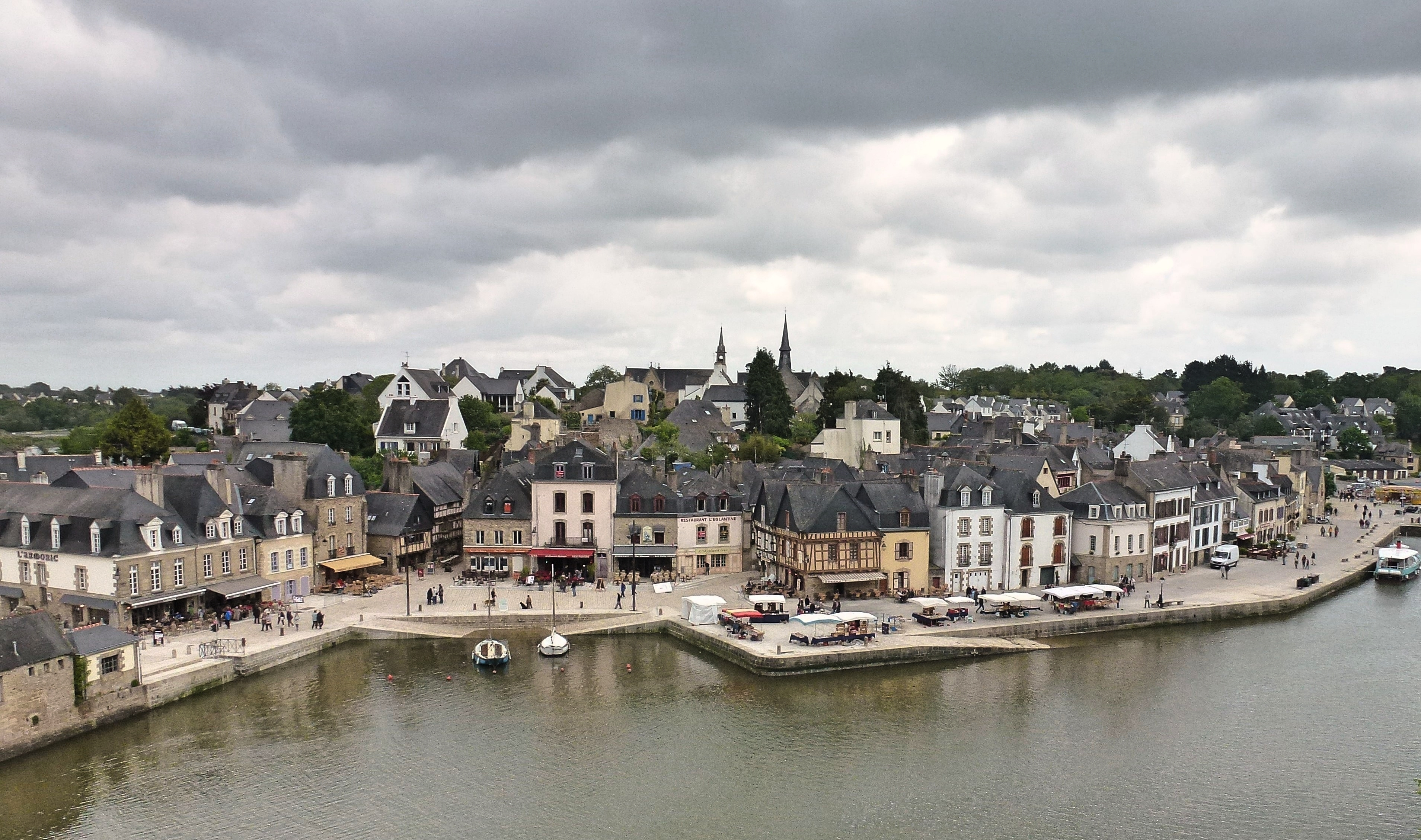
Auray am gleichnamigen Fluss
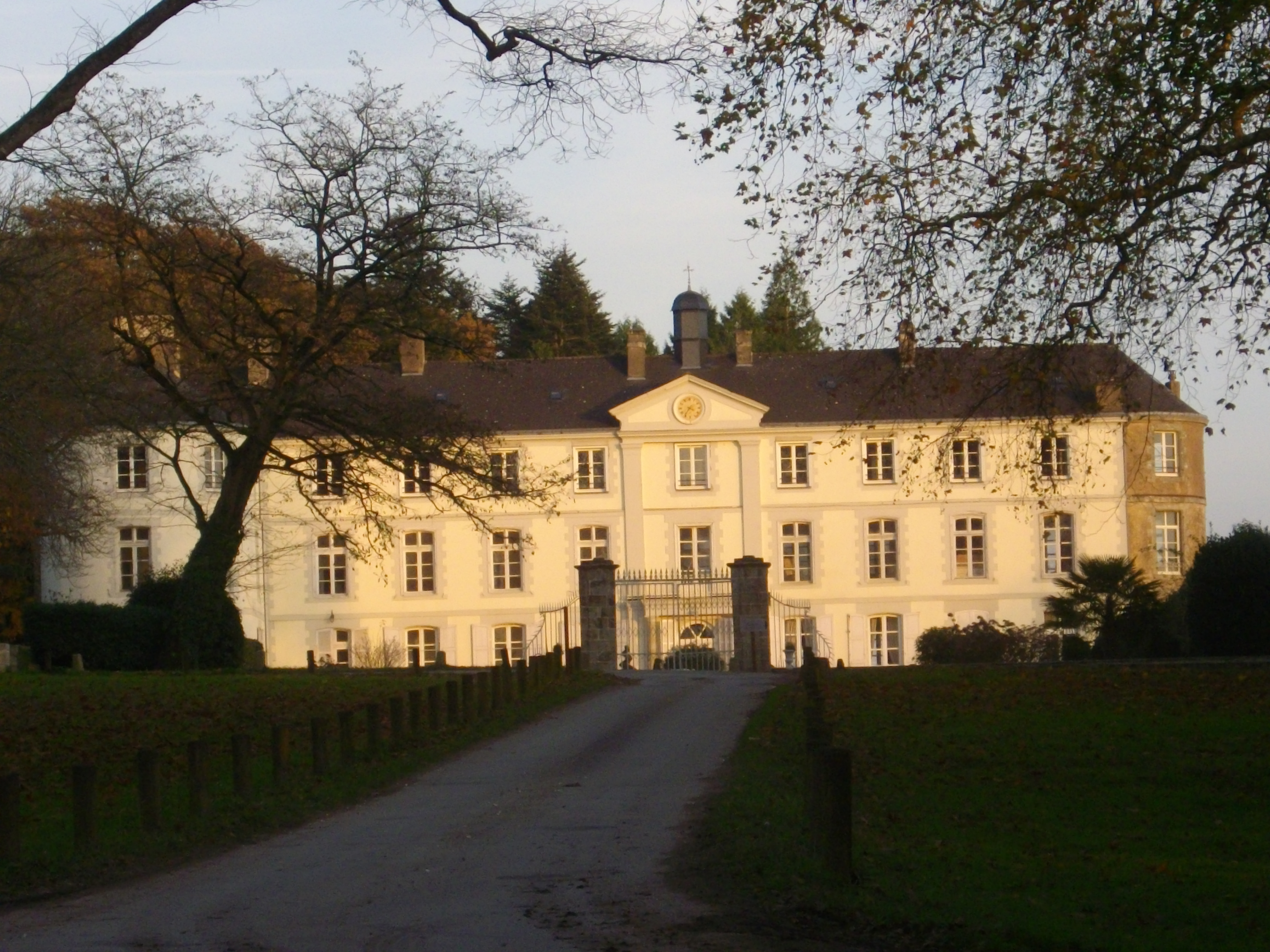
Schloss Beauregard in Saint-Avé
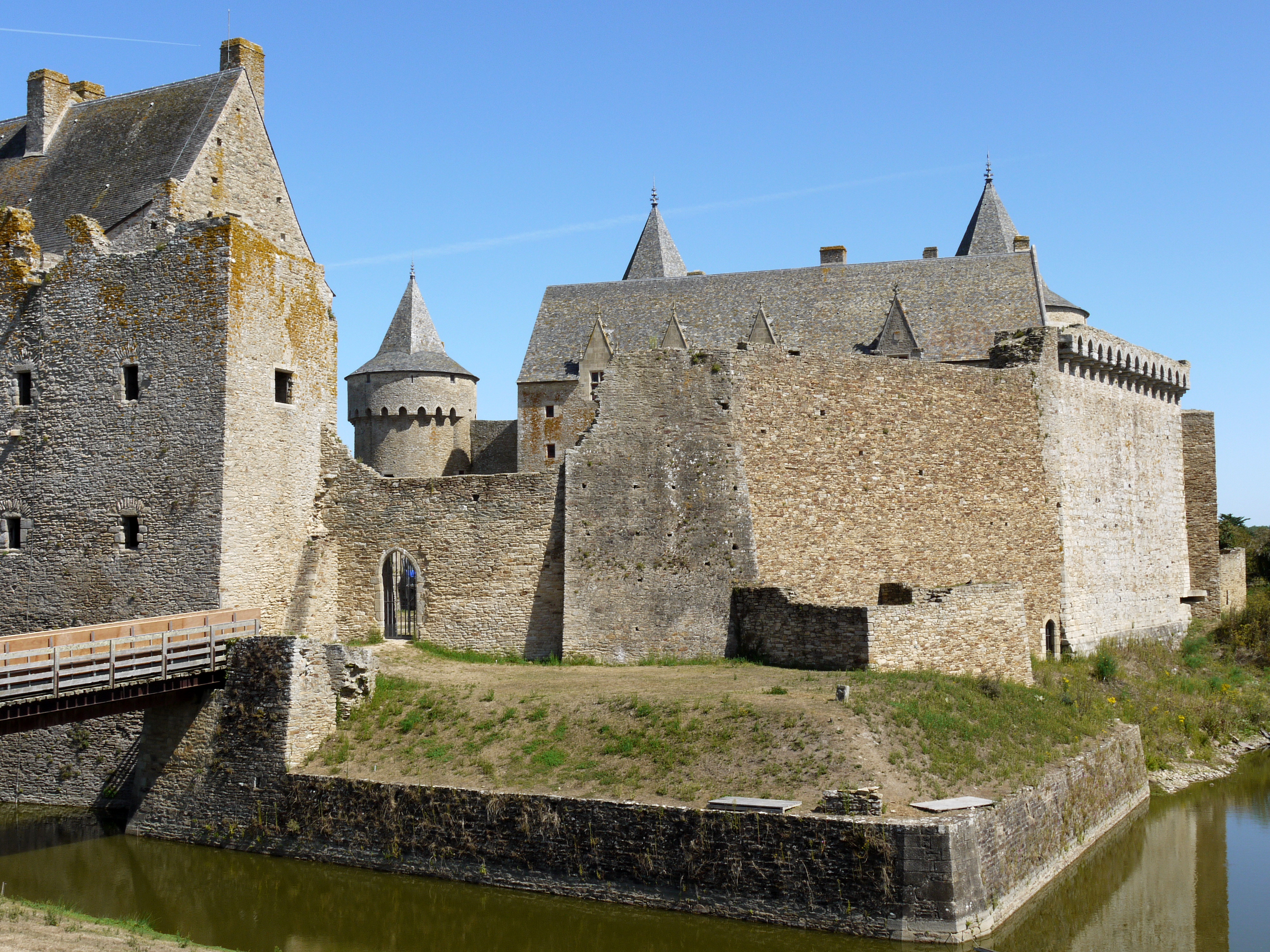
Burg Suscinio in Sarzeau

## Landschaft

### Golf und Küstengebiet
An der armorikanischen Atlantikküste gelegen, entspricht der Golf von Morbihan („Mor-bihan“ = „kleines Meer“ auf Bretonisch) einer Küstensenke, die mit zahlreichen Inseln übersät ist und über eine schmale Engstelle von nur etwa 1 Kilometer Breite mit dem Atlantik in der Bucht von Quiberon verbunden ist. Der Golf von Morbihan entstand vor mehreren Jahrtausenden durch einen Anstieg des Meeresspiegels im Atlantik, als die Flüsse bereits ihre Betten gegraben hatten. Deshalb drang das Meerwasser durch lange, schmale Mündungstrichter, die hier Rias genannt werden, weit ins Innere des Landes vor. Auch im heutigen Golfgebiet entstanden die unzähligen größeren und kleineren Inseln aus den ursprünglichen Hügeln, die nicht überflutet wurden. Wichtige Zuflüsse zum Golf sind: Crac’h, Auray, Bono, Vincin und Marle.
Die so entstandene Landschaft zeichnet sich durch ihre komplexe Struktur aus, in der Land und Meer eng miteinander verwoben sind, wo sich Süß- und Salzwasser zu Brackwasser vermischen und ein Mosaik von Umgebungen entwickeln, die mit den unterschiedlichen Gewässertypen verbunden sind. Weitere Besonderheiten sind eine Küstenlänge von rund 568 Kilometern mit Stränden, Felsküsten, Wattenmeer, Sümpfen und Salzwiesen. Das Wasser spielt eine wesentliche Rolle für die Natur und ihre Attraktivität für Fauna und Flora, aber auch für viele Aktivitäten wie Austernzucht, Fischerei und Freizeitaktivitäten. Sie alle sind auf eine gute Wasserqualität angewiesen. Das Gebiet ist auch für die große Menge an Zugvögeln berühmt, die zu verschiedenen Jahreszeiten hierher pendeln, einerseits aus den nordischen Ländern, andererseits aus den nordafrikanischen Flussdeltas. Das Gebiet beinhaltet auch das Naturschutzgebiet Marais de Séné.

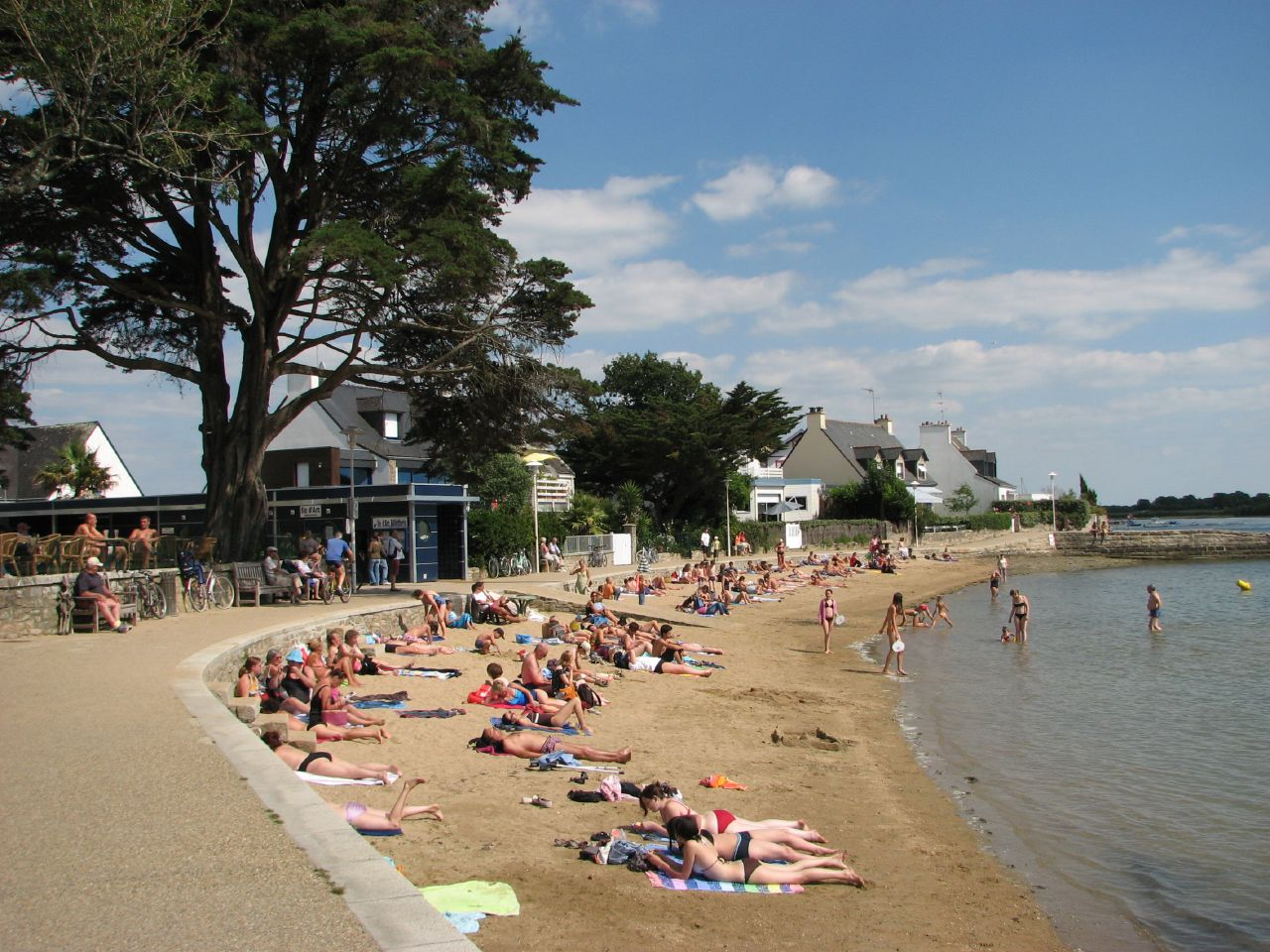
Der Strand von Conleau in Vannes
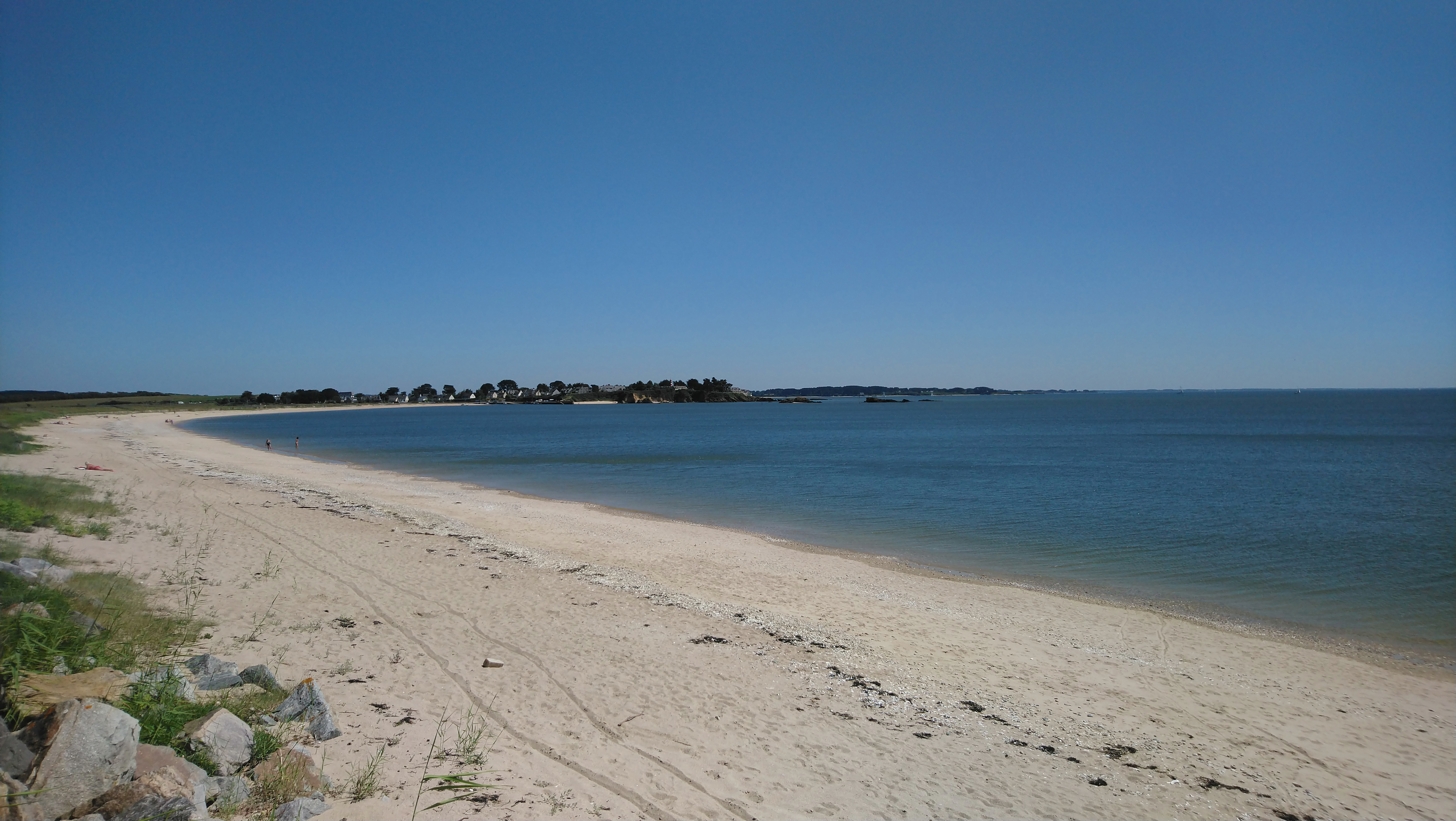
Strand an der Atlantikküste in Ambon
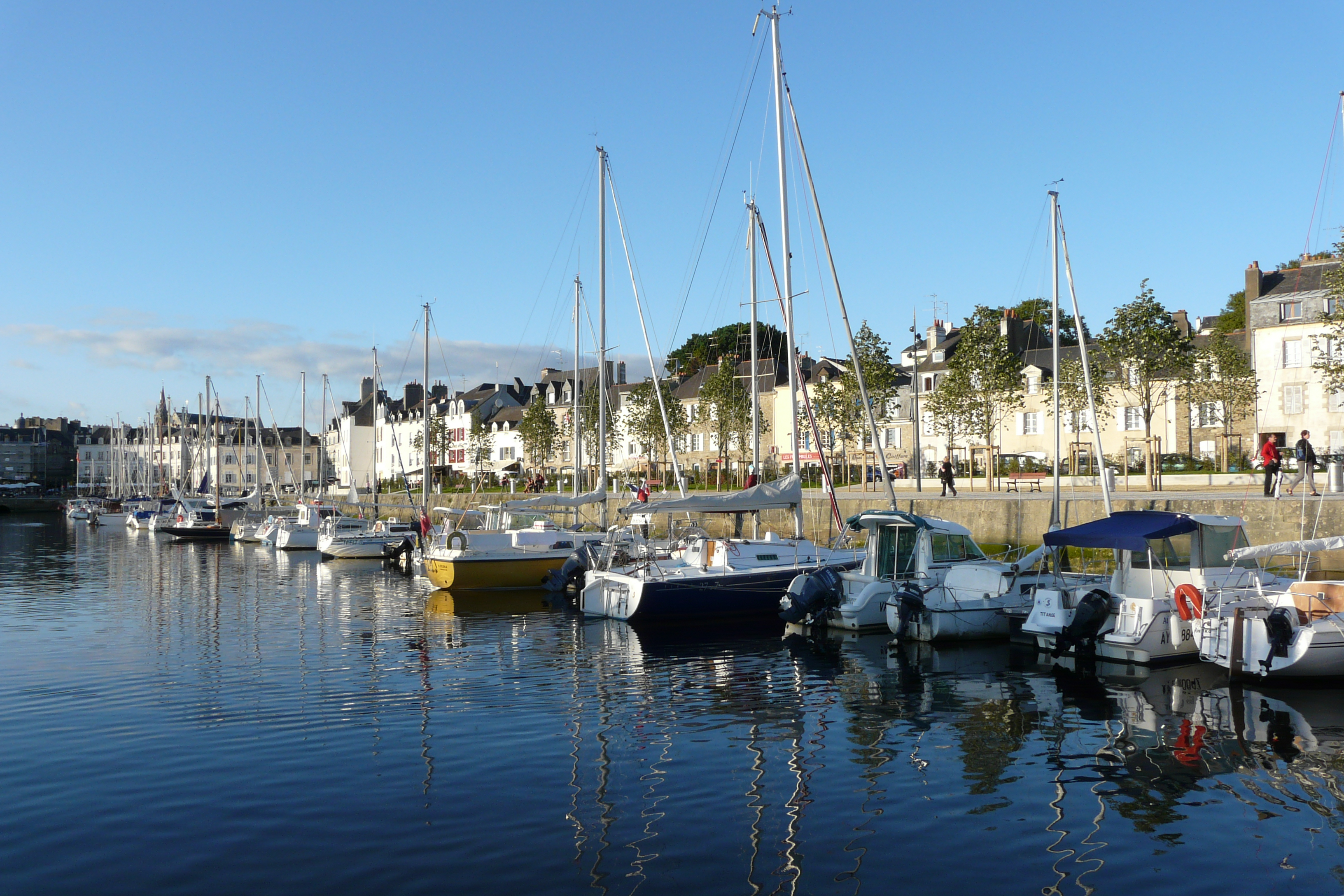
Der Hafen von Vannes
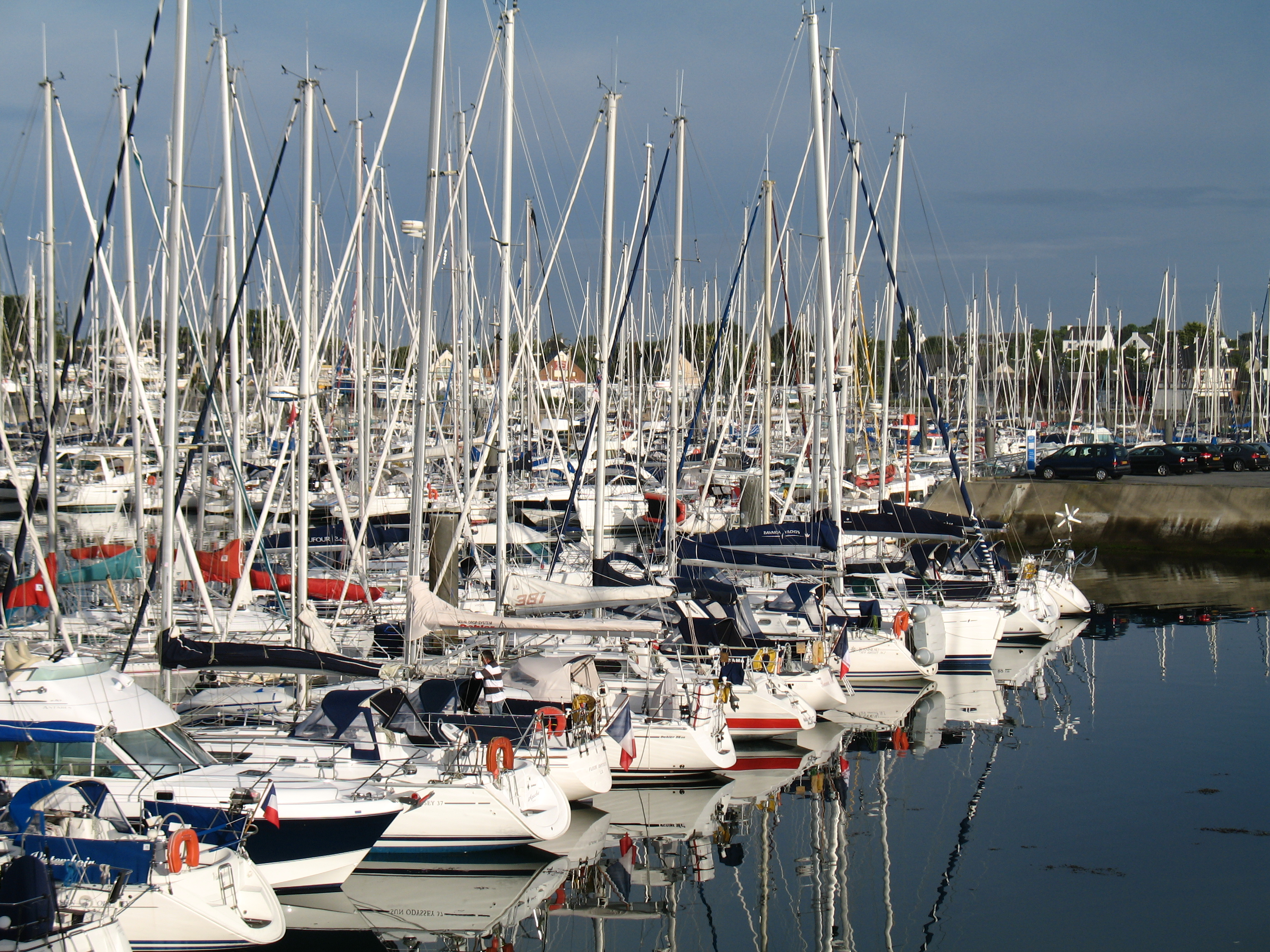
Der Hafen Port du Crouesty in Arzon
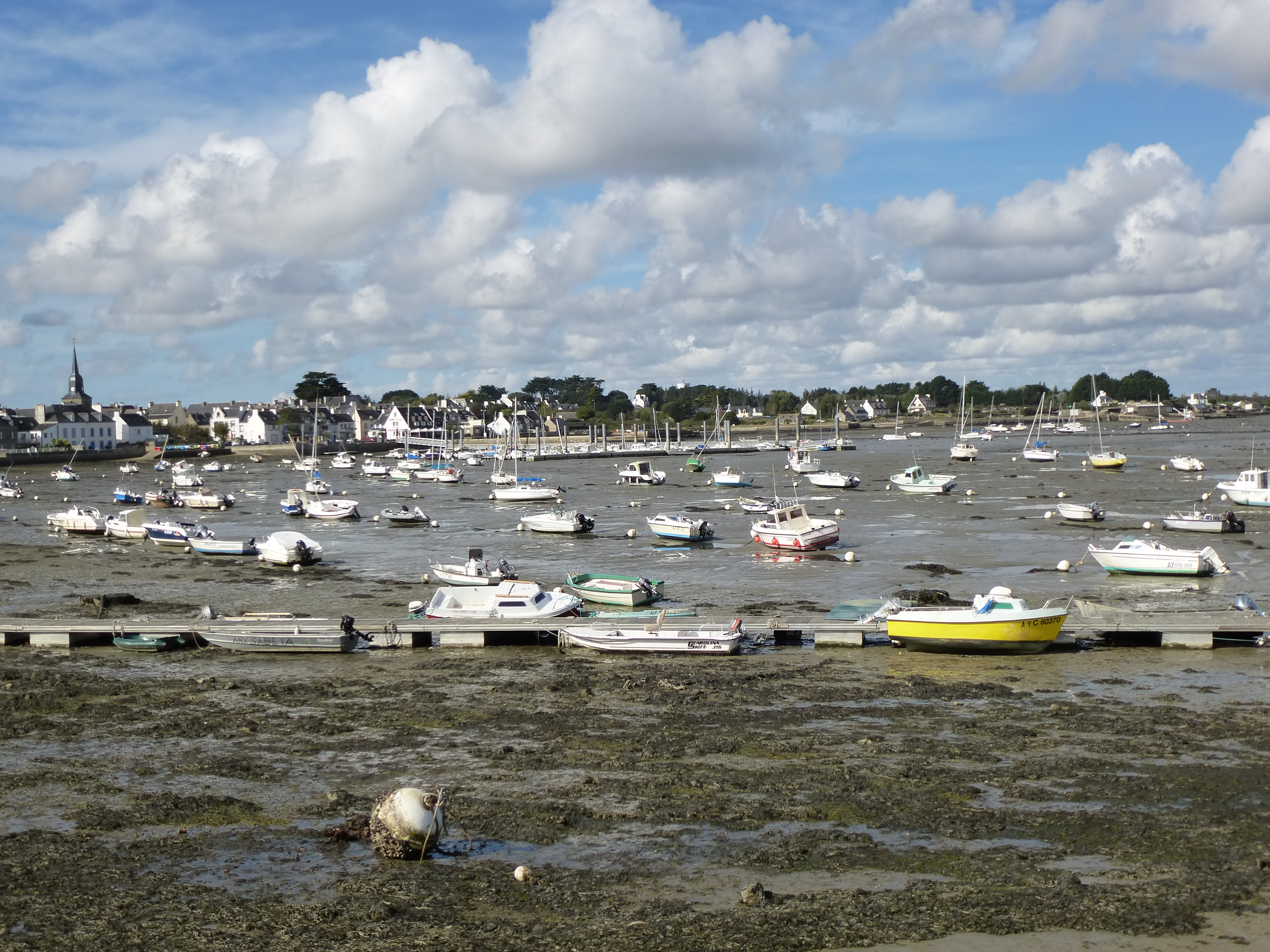
Der Hafen von Locmariaquer bei Ebbe
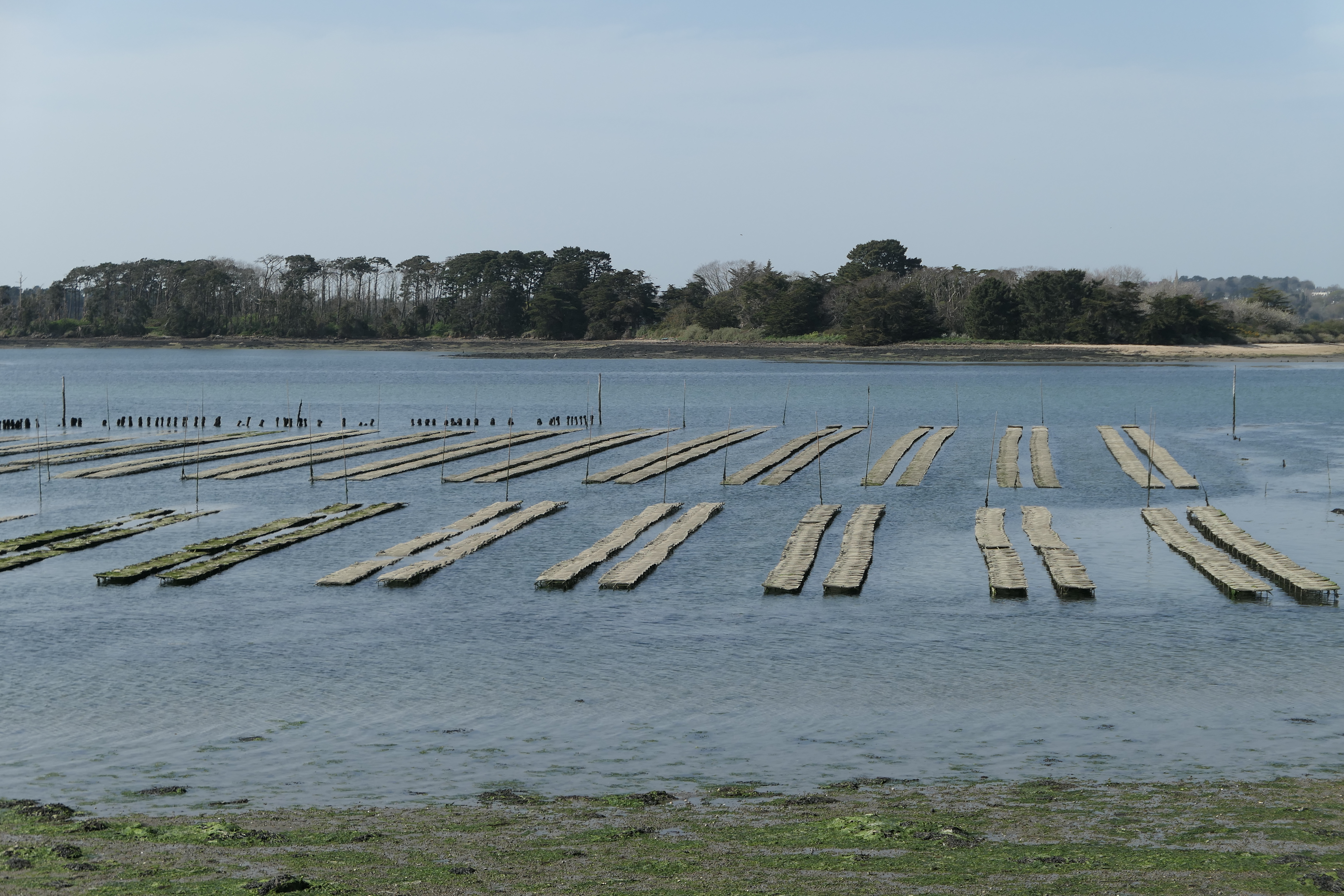
Austernbänke auf der Insel Île d’Arz
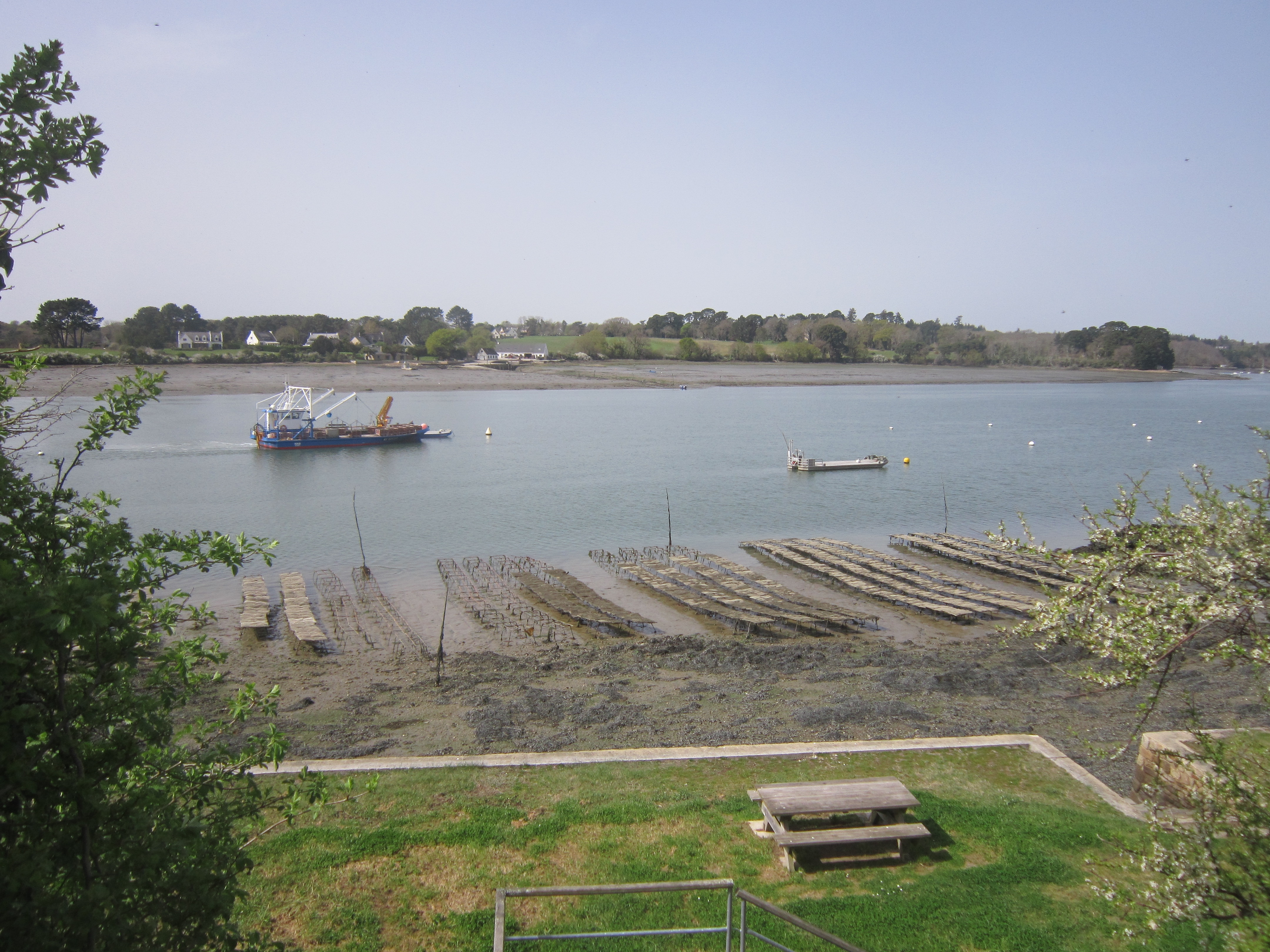
Austernbänke am Auray bei Baden
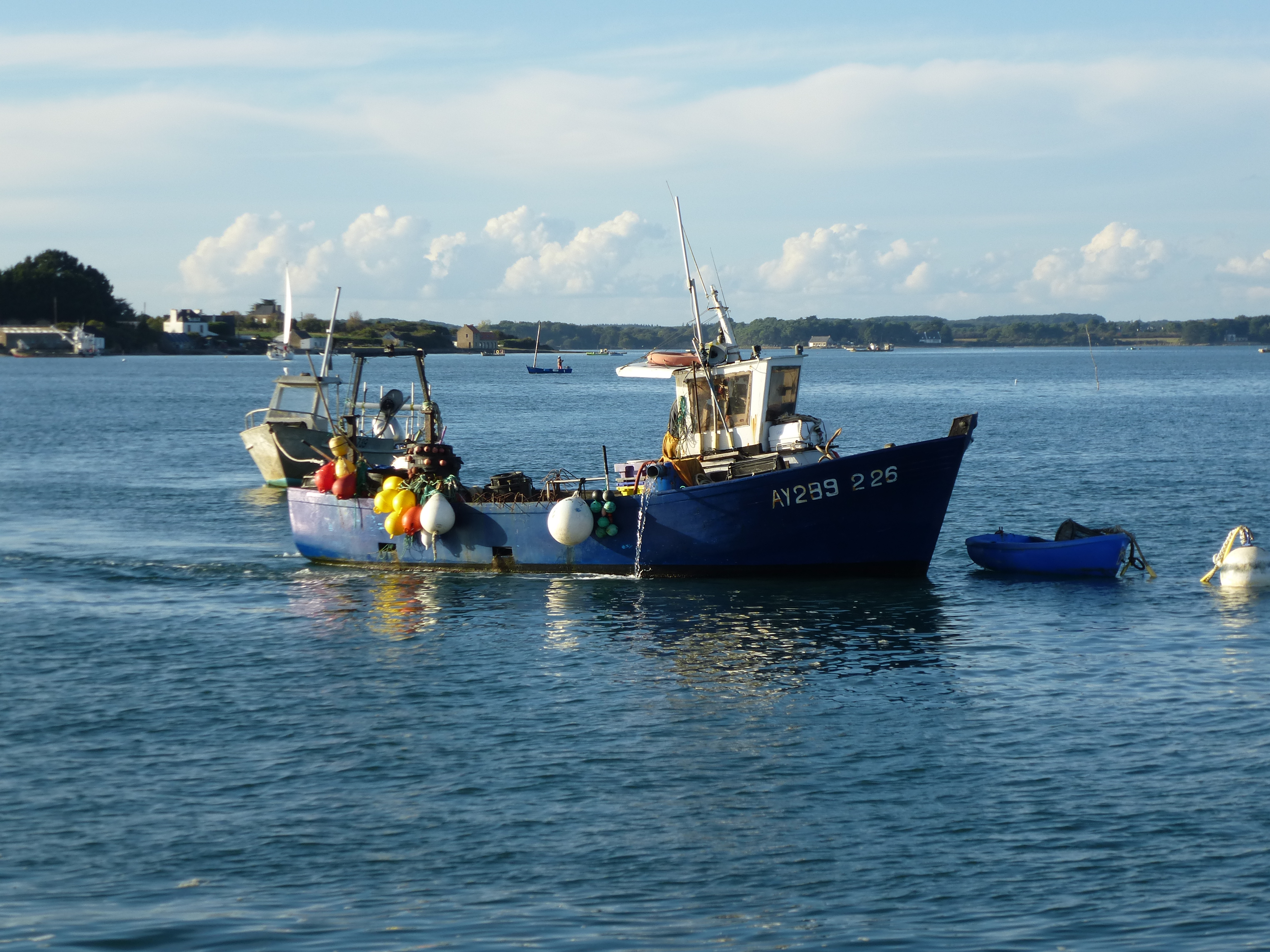
Fischerboot vor Locmariaquer
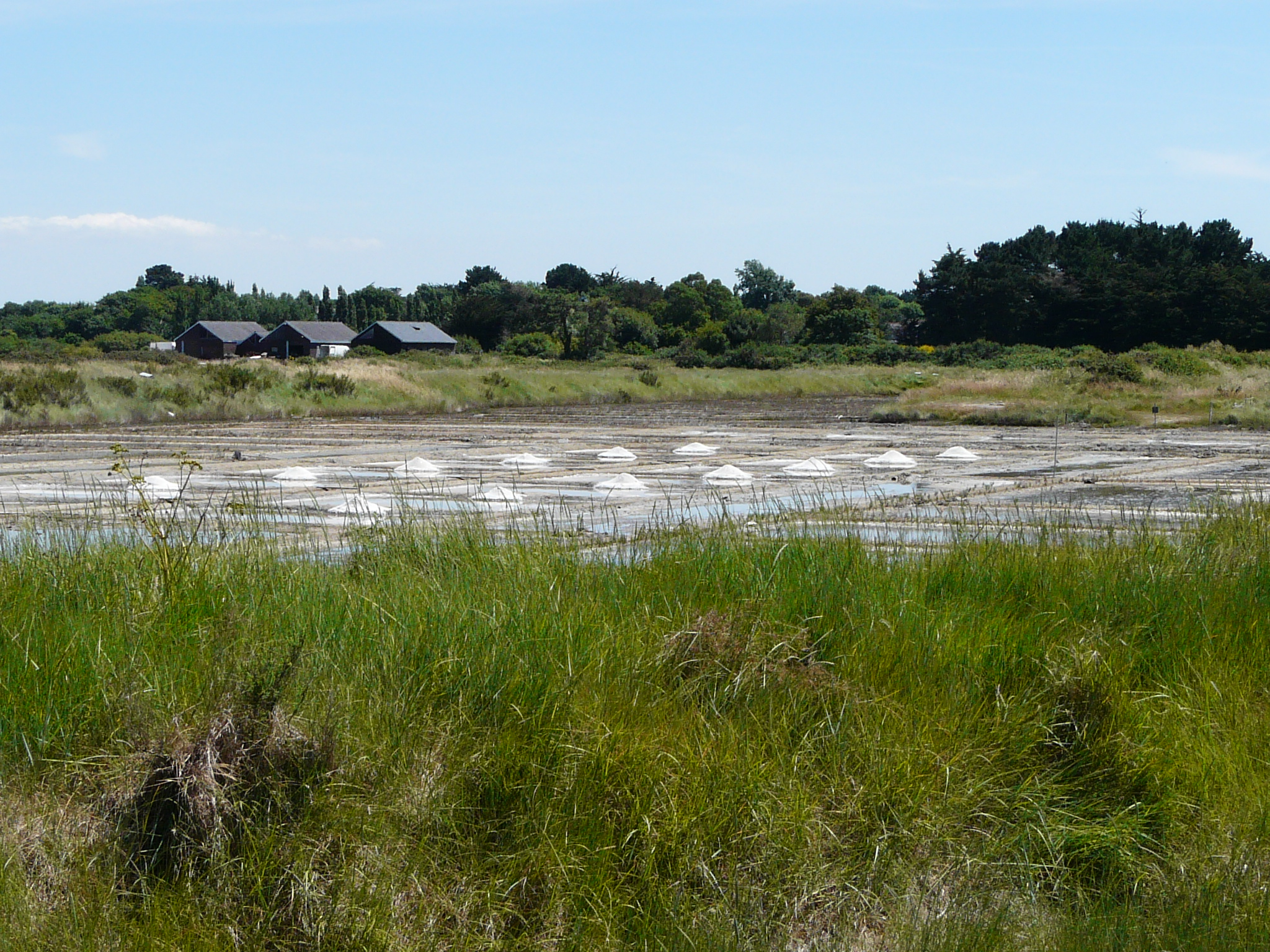
Salzgewinnung in Saint-Armel
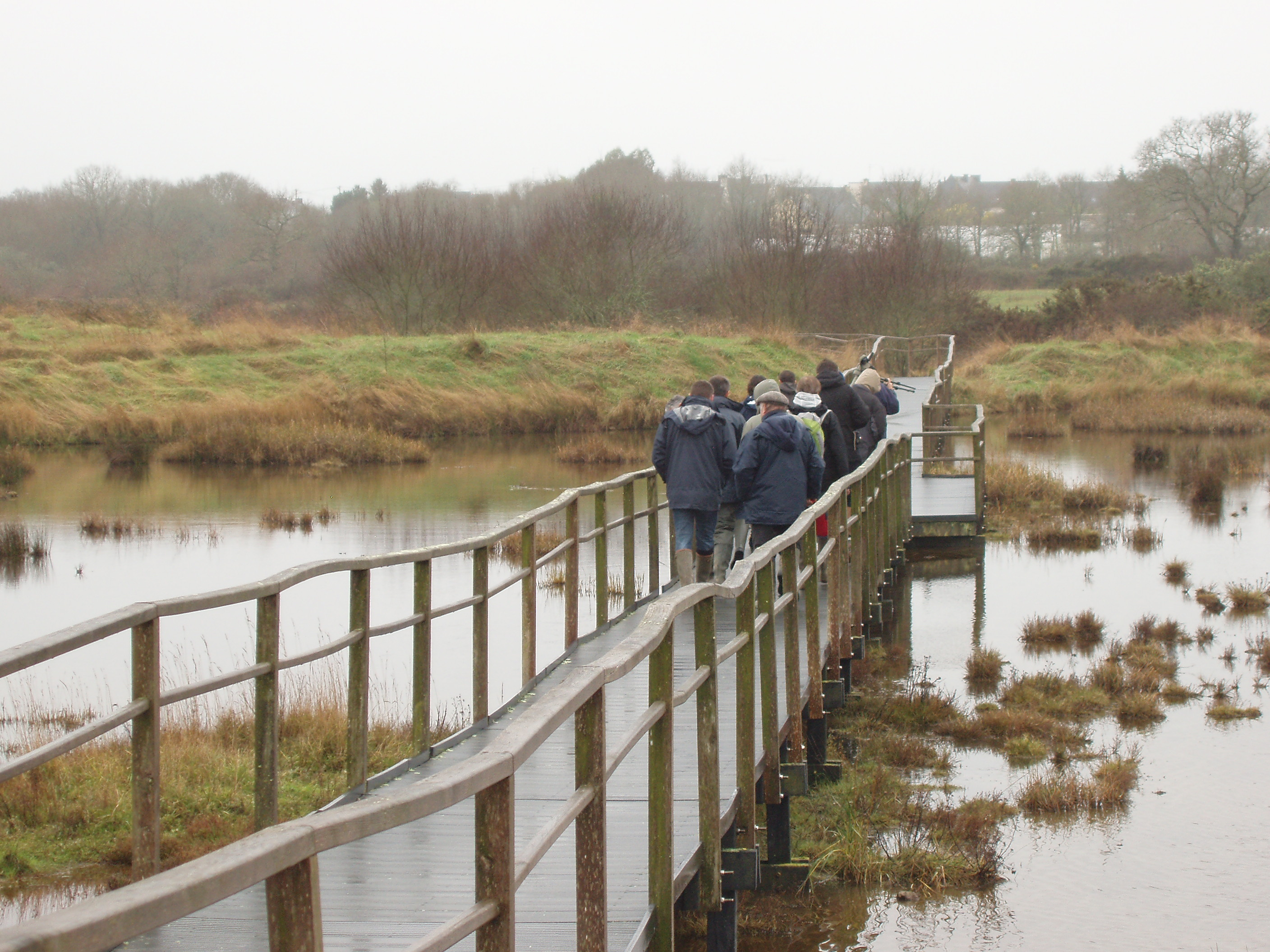
Naturschutzgebiet Marais de Séné
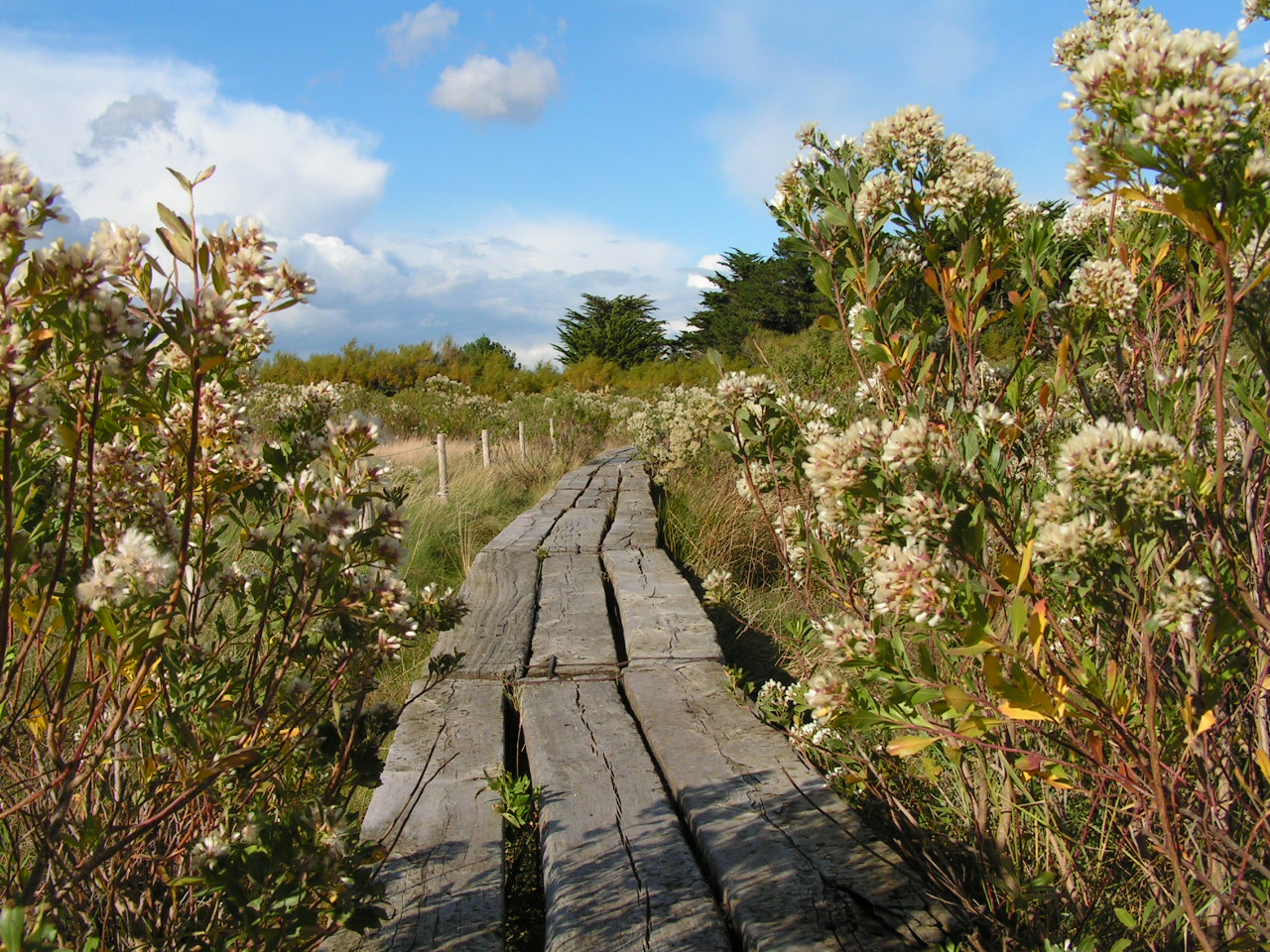
Das Sumpfgebiet von Locmariaquer
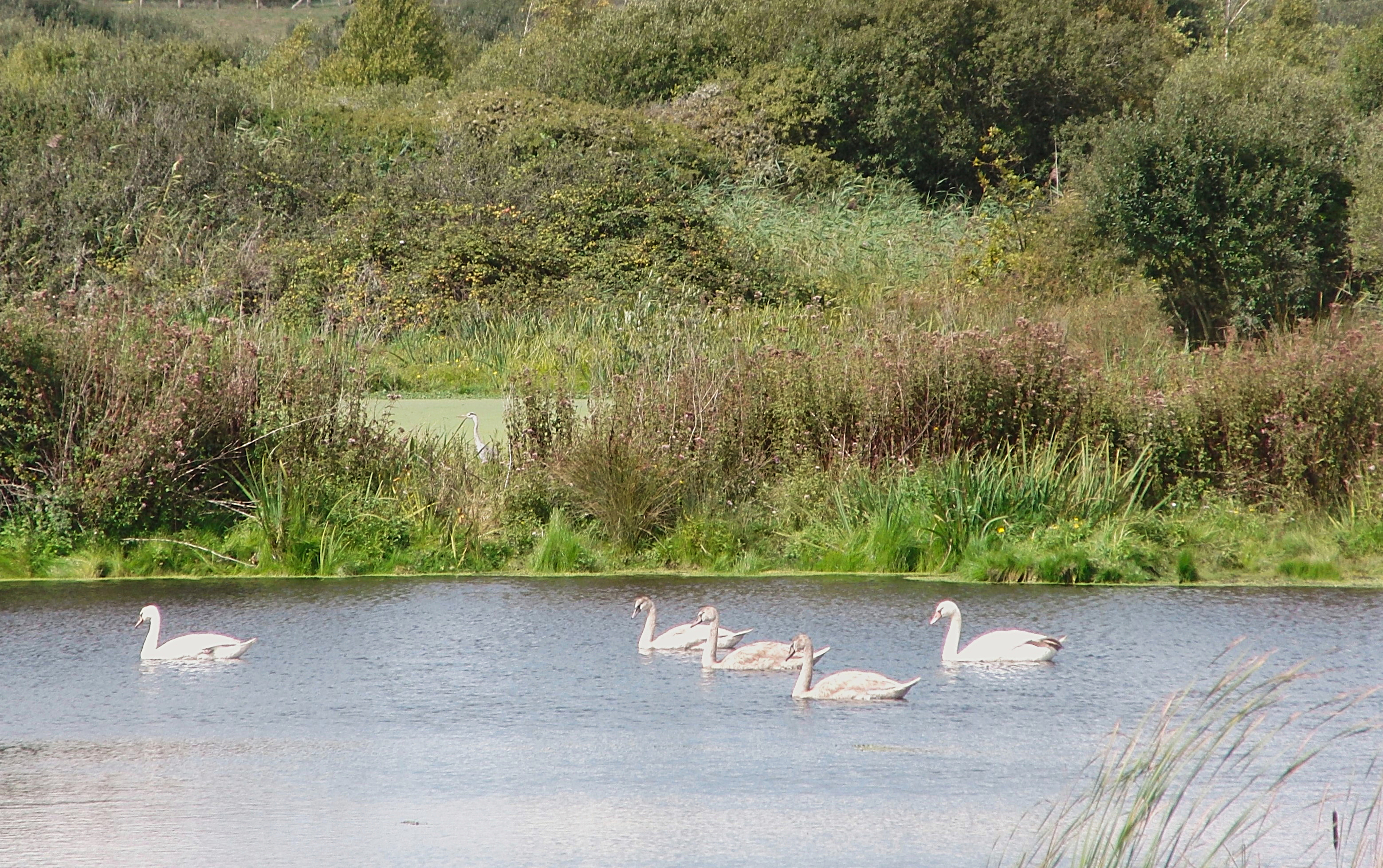
Wasservögel bei Sarzeau
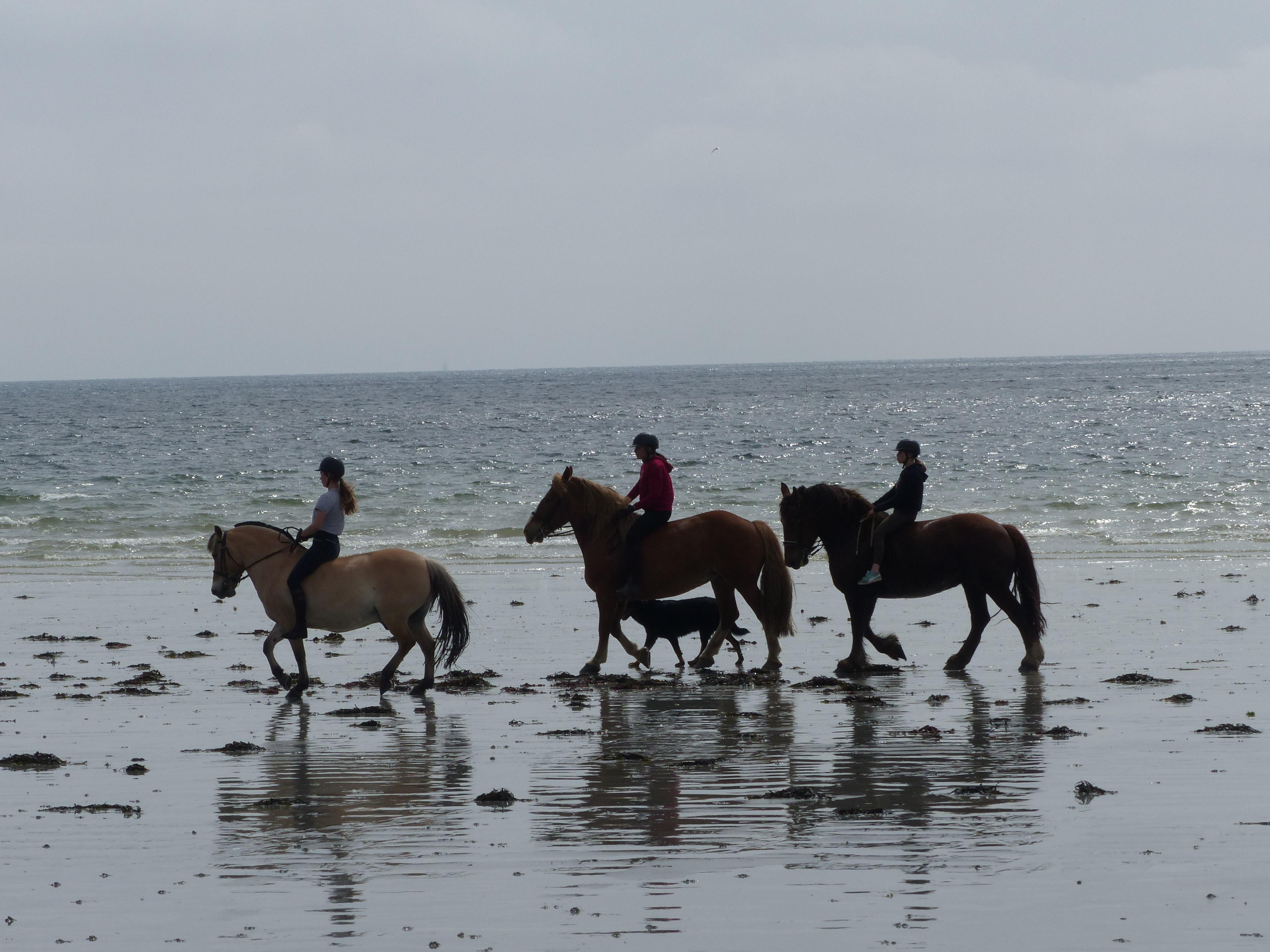
Strandreiter am Atlantik bei Sarzeau
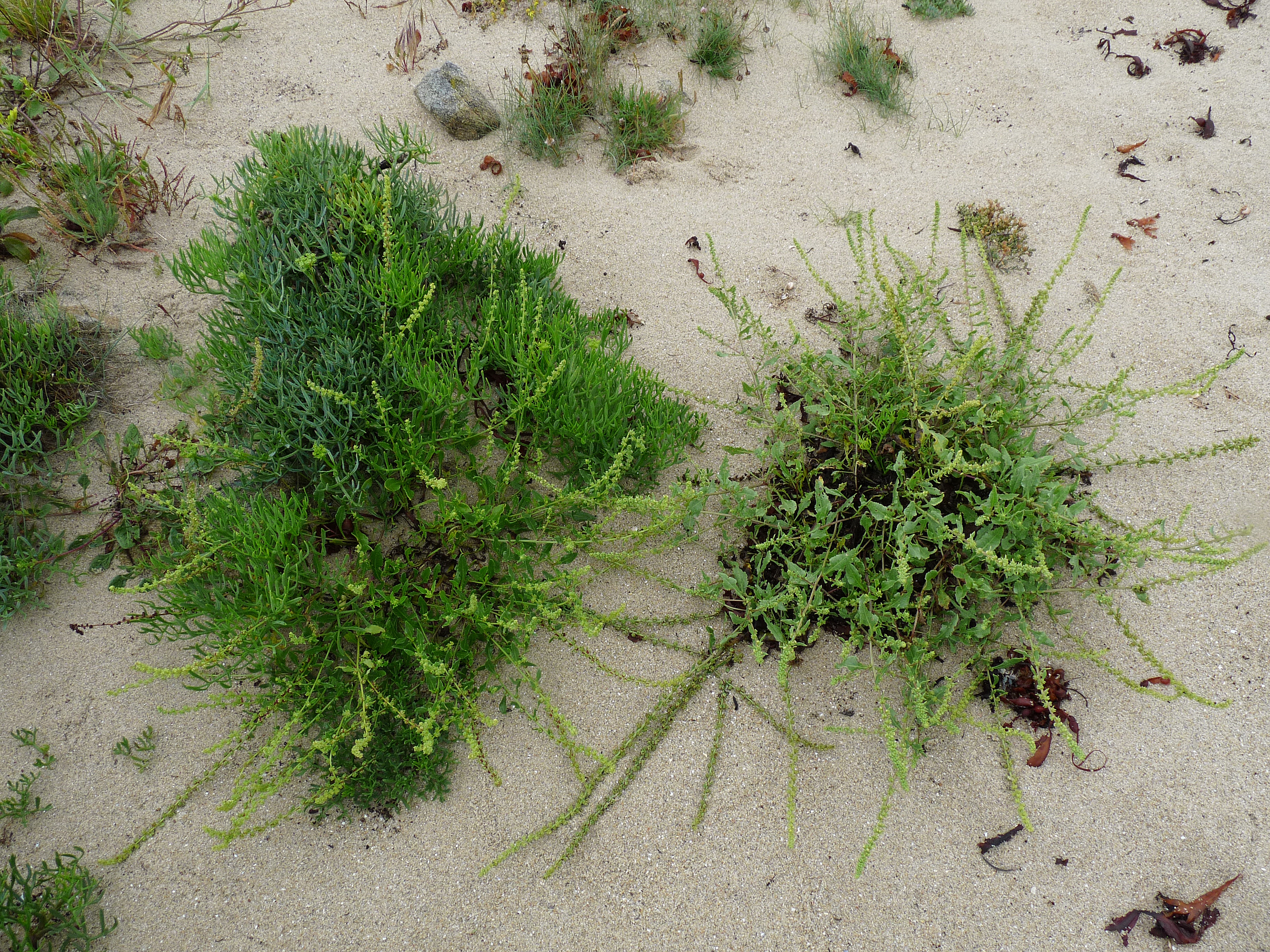
Strandpflanzen bei Locmariaquer

### Festlandgebiet
Der Naturpark umfasst aber nicht nur die Küstenlandschaft um den Golf von Morbihan, sondern reicht nördlich von Vannes auch in die Festlandgebiete, die im Nordosten durch den kleinen Höhenzug Landes de Lanvaux begrenzt werden. Die Landschaftsform hier entspricht einer Bocage-Landschaft, enthält Feuchtgebiete, Moore, Wälder und wird für kleinteilige Landwirtschaft genutzt. Außer den Rias, die weit ins Land hineinreichen, gibt es im Nordosten einen einzigen nennenswerten Fluss, den Arz, welcher nach Osten zur Vilaine entwässert.

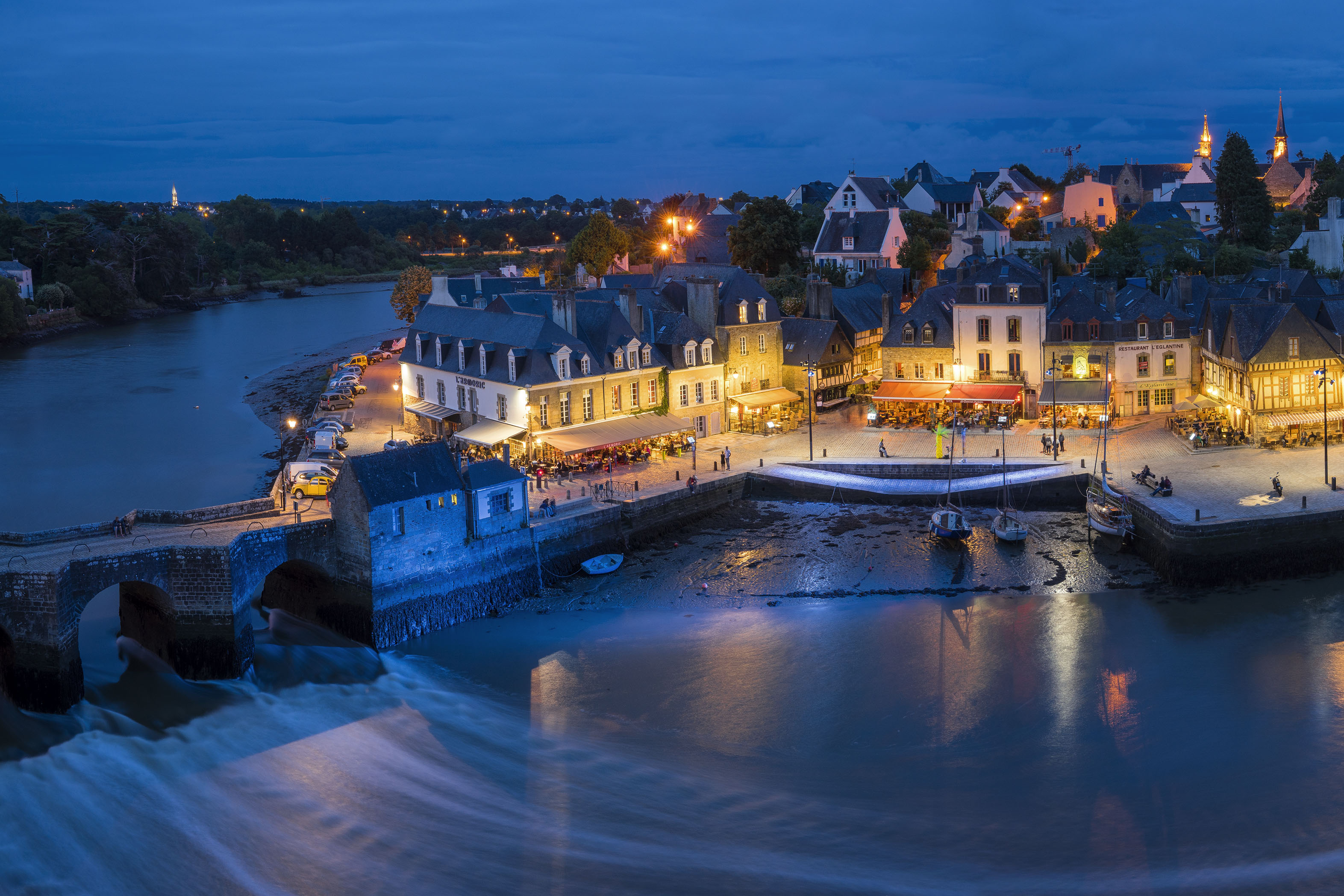
Auray am gleichnamigen Fluss bei Nacht
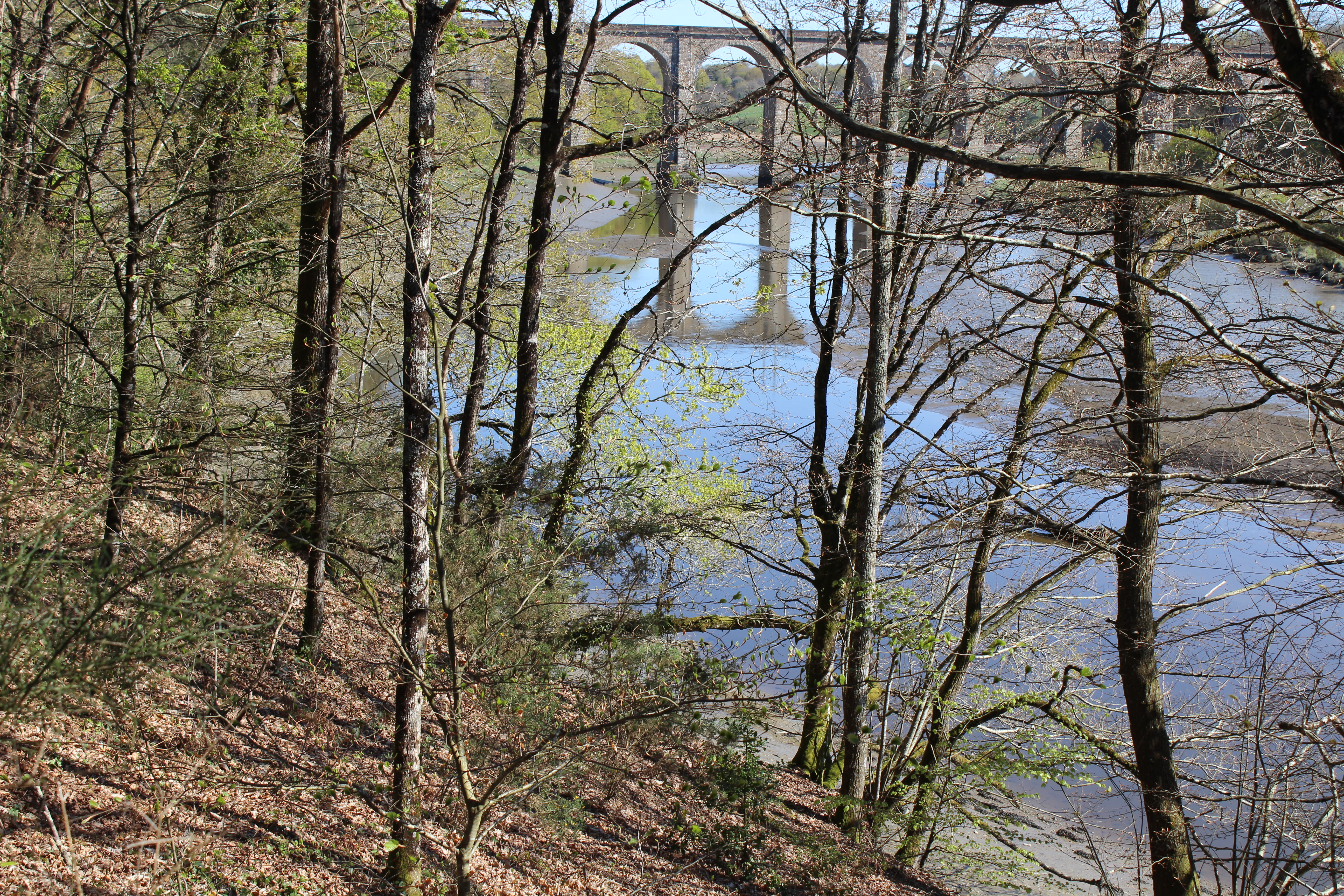
Uferwald am Auray
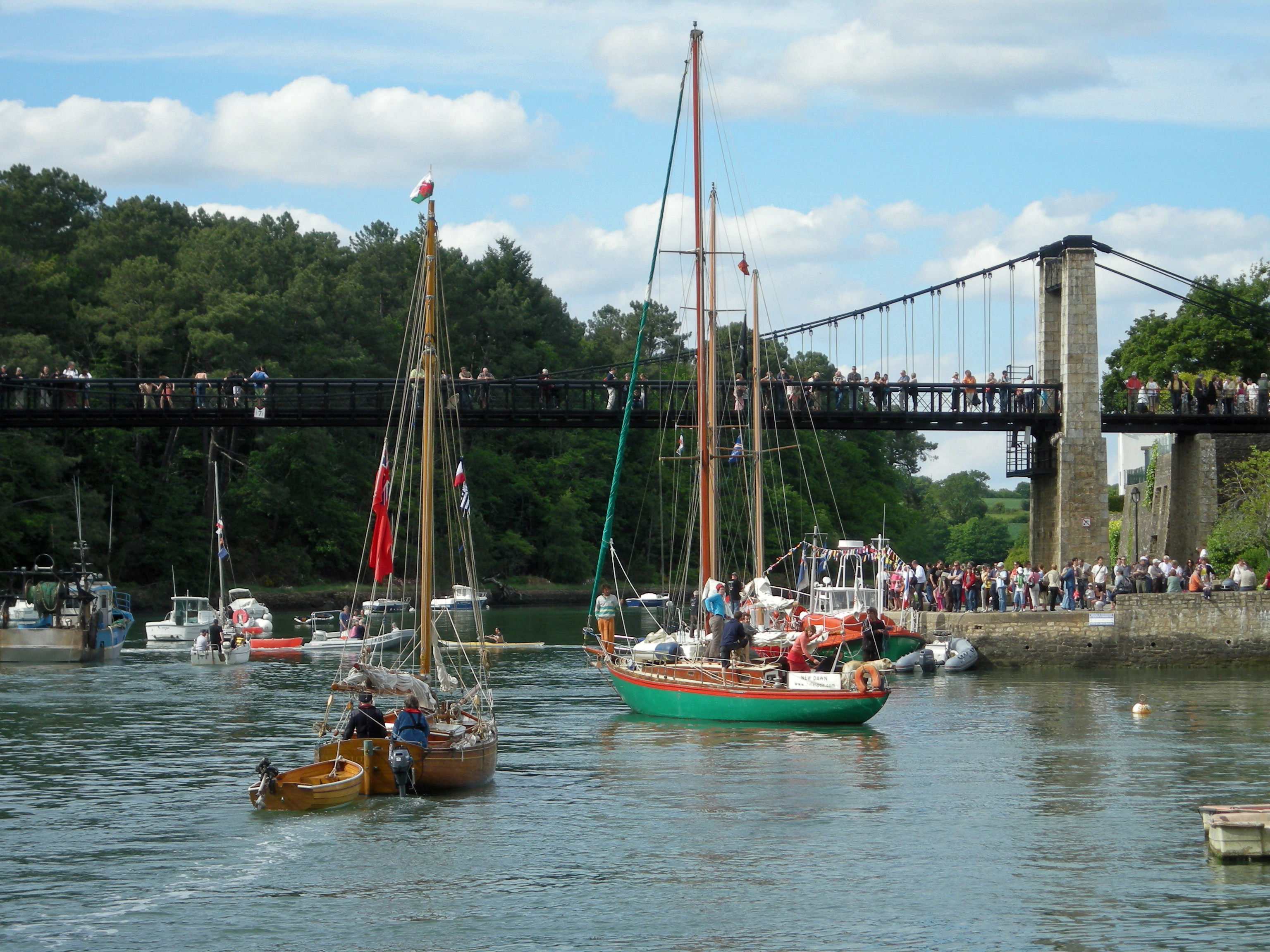
Einfahrt in den Hafen von Bono
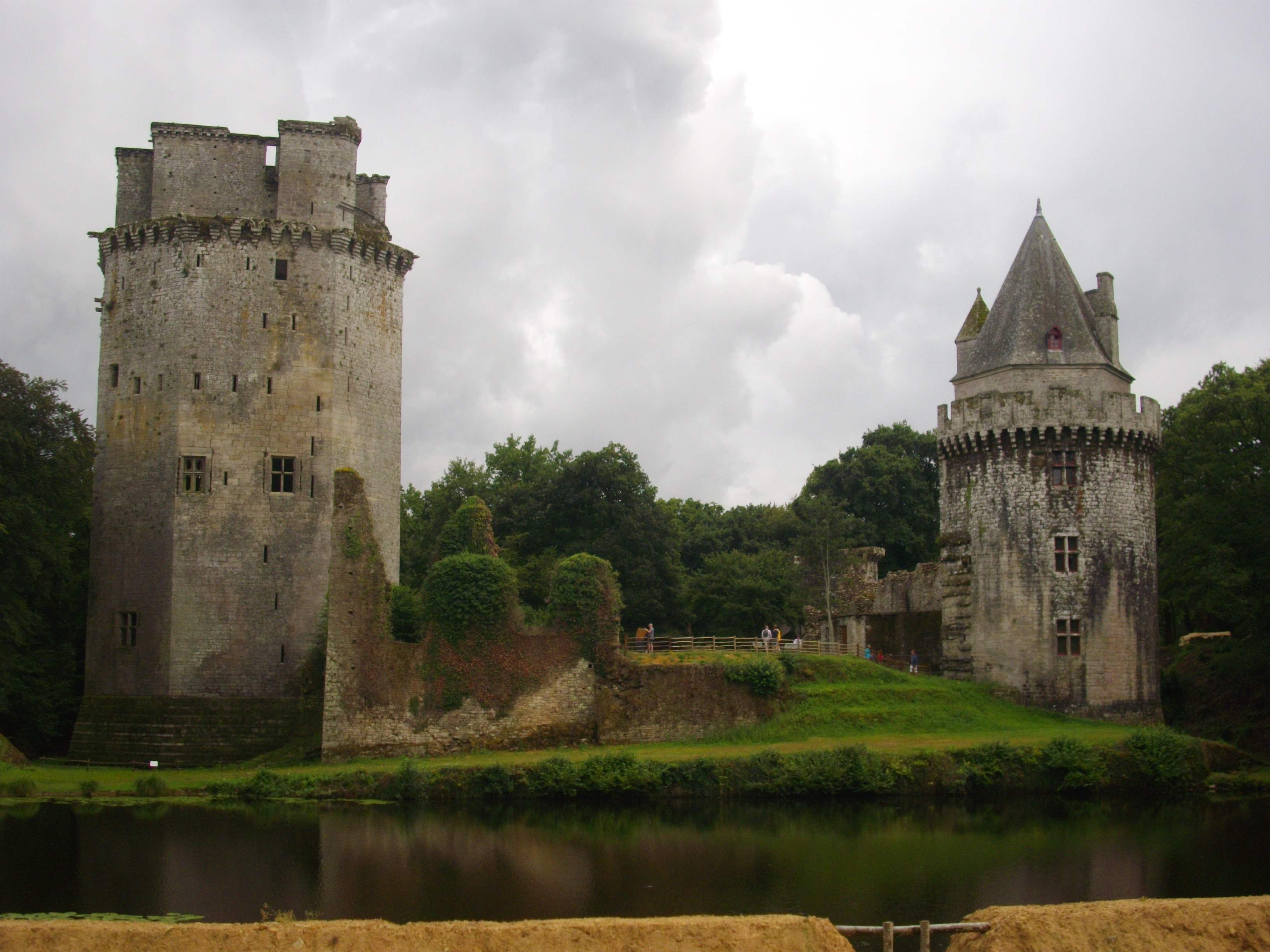
Burg Largouët in Elven
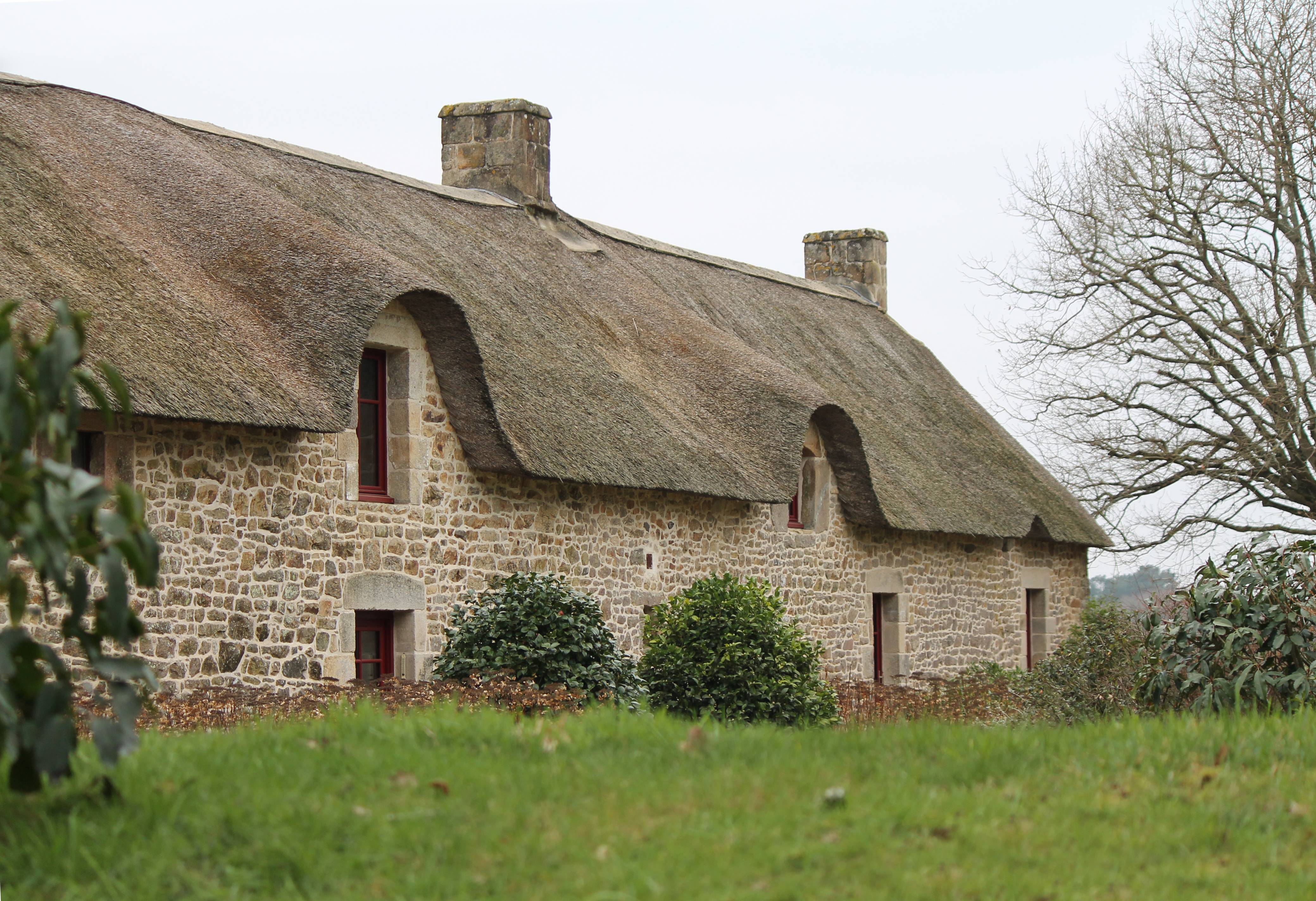
Schilfgedeckte Bauernhäuser in Plougoumelen
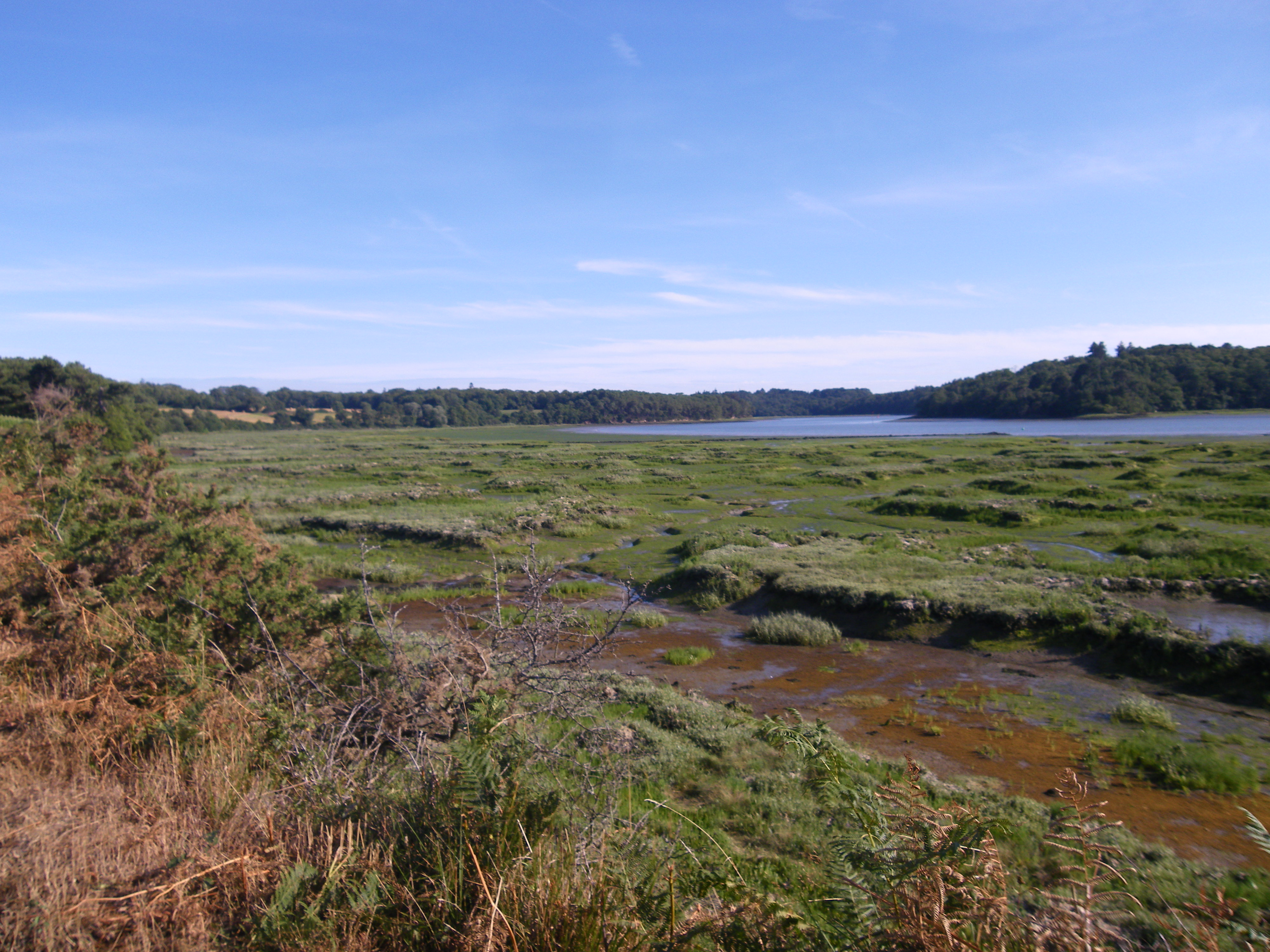
Sumpfgebiet am Auray bei Auray
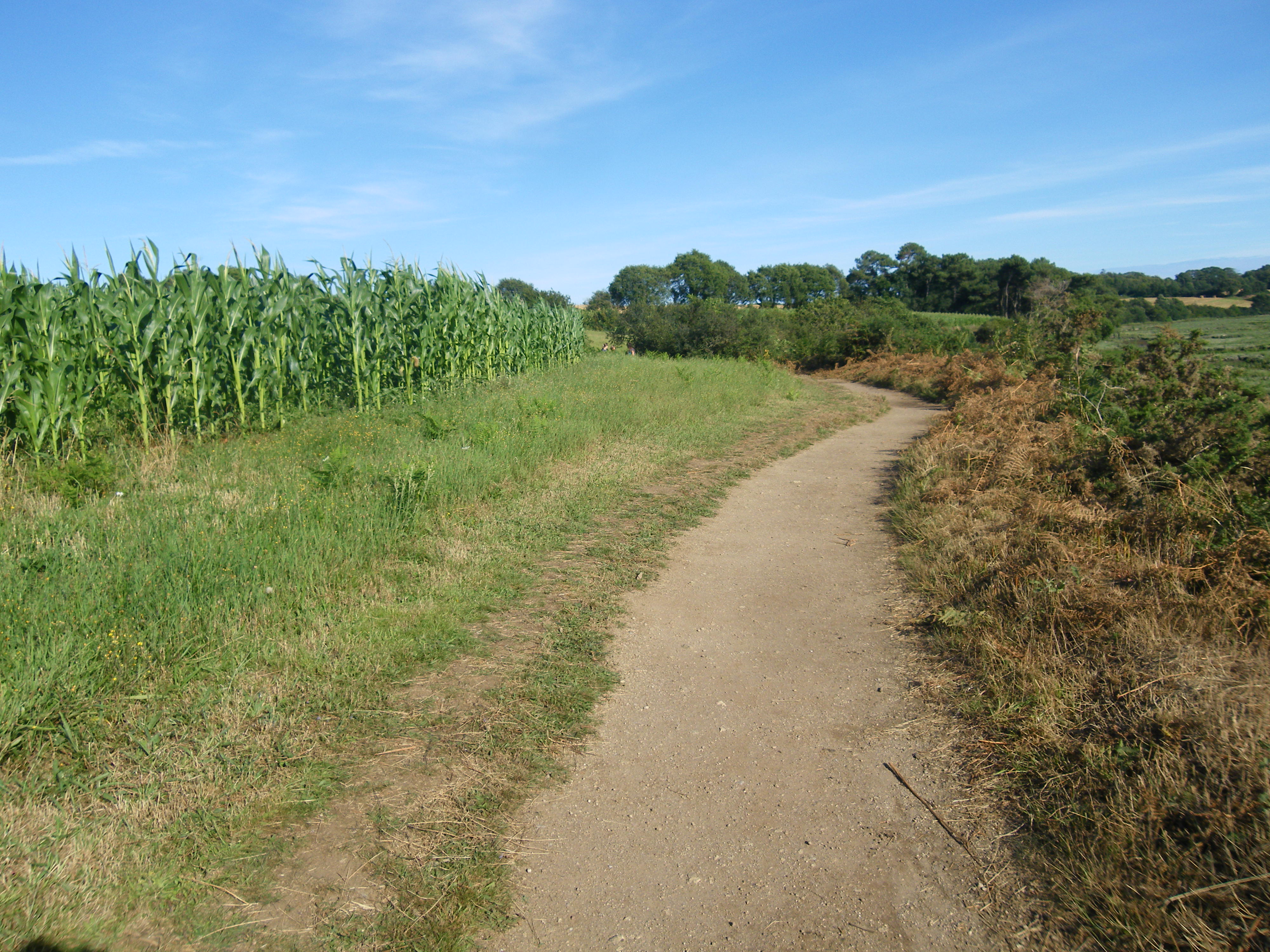
Landwirtschaftliche Nutzung
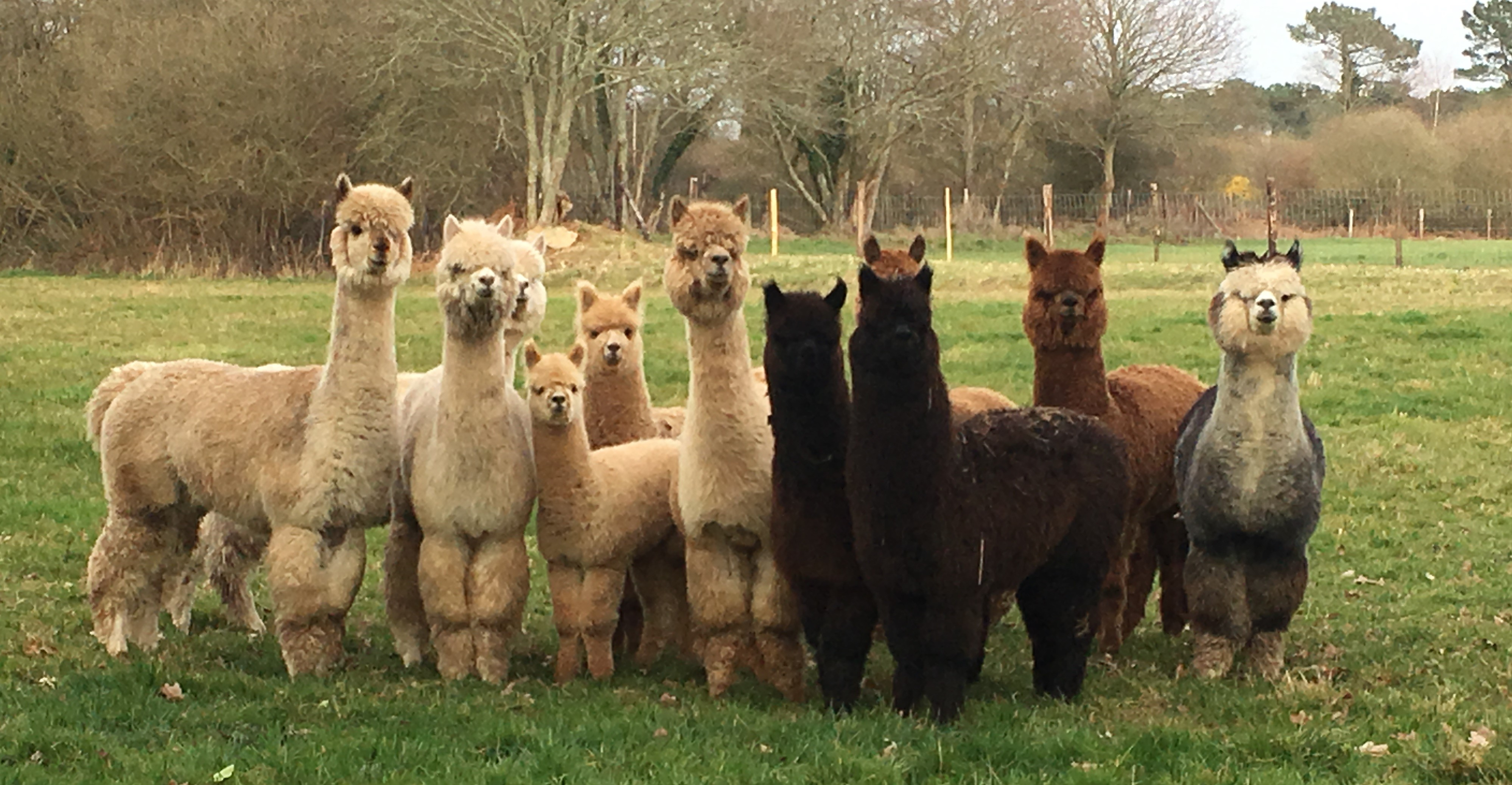
Tierhaltung
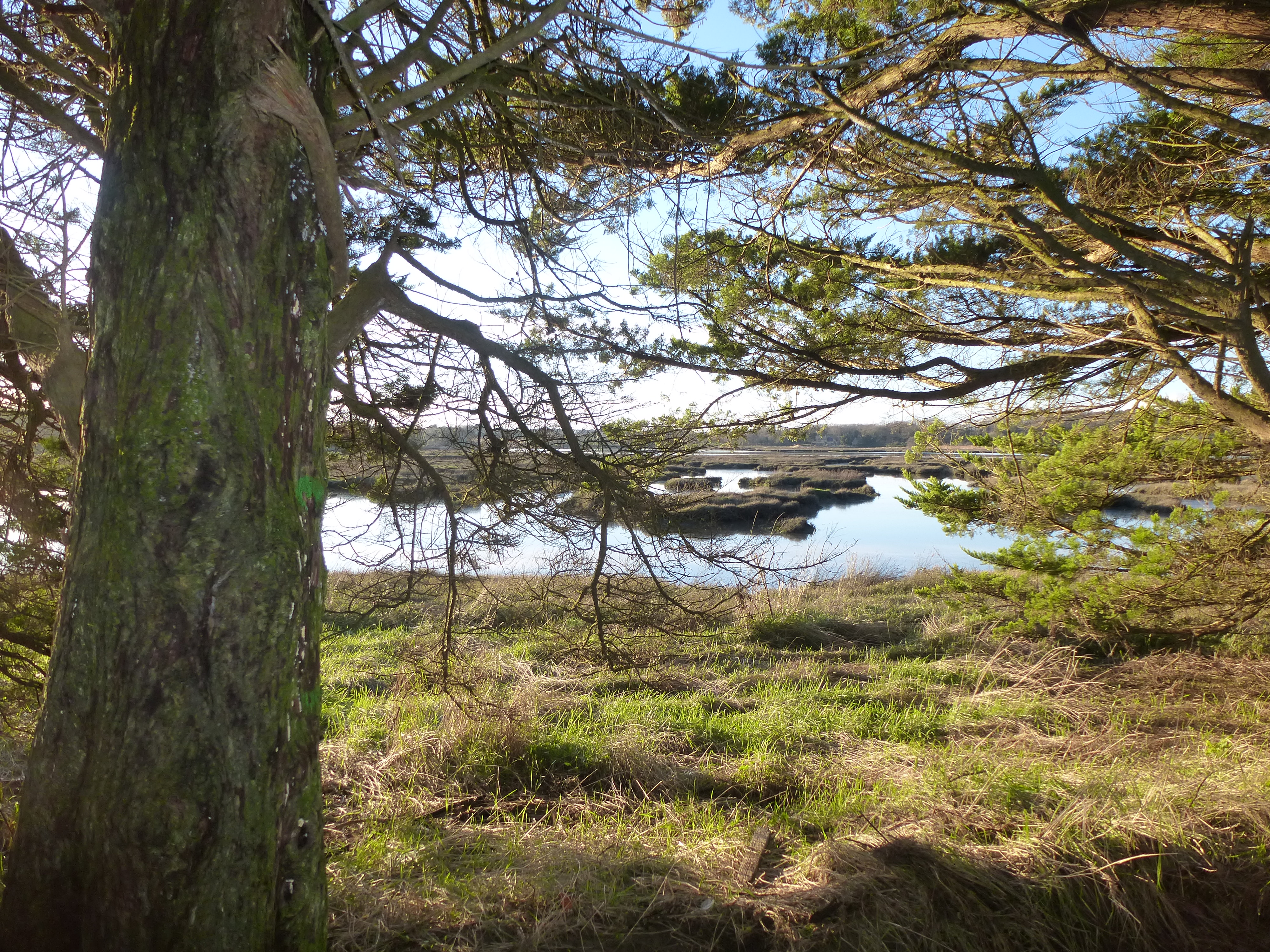
Feuchtgebiet am Fluss Bono in Plougoumelen
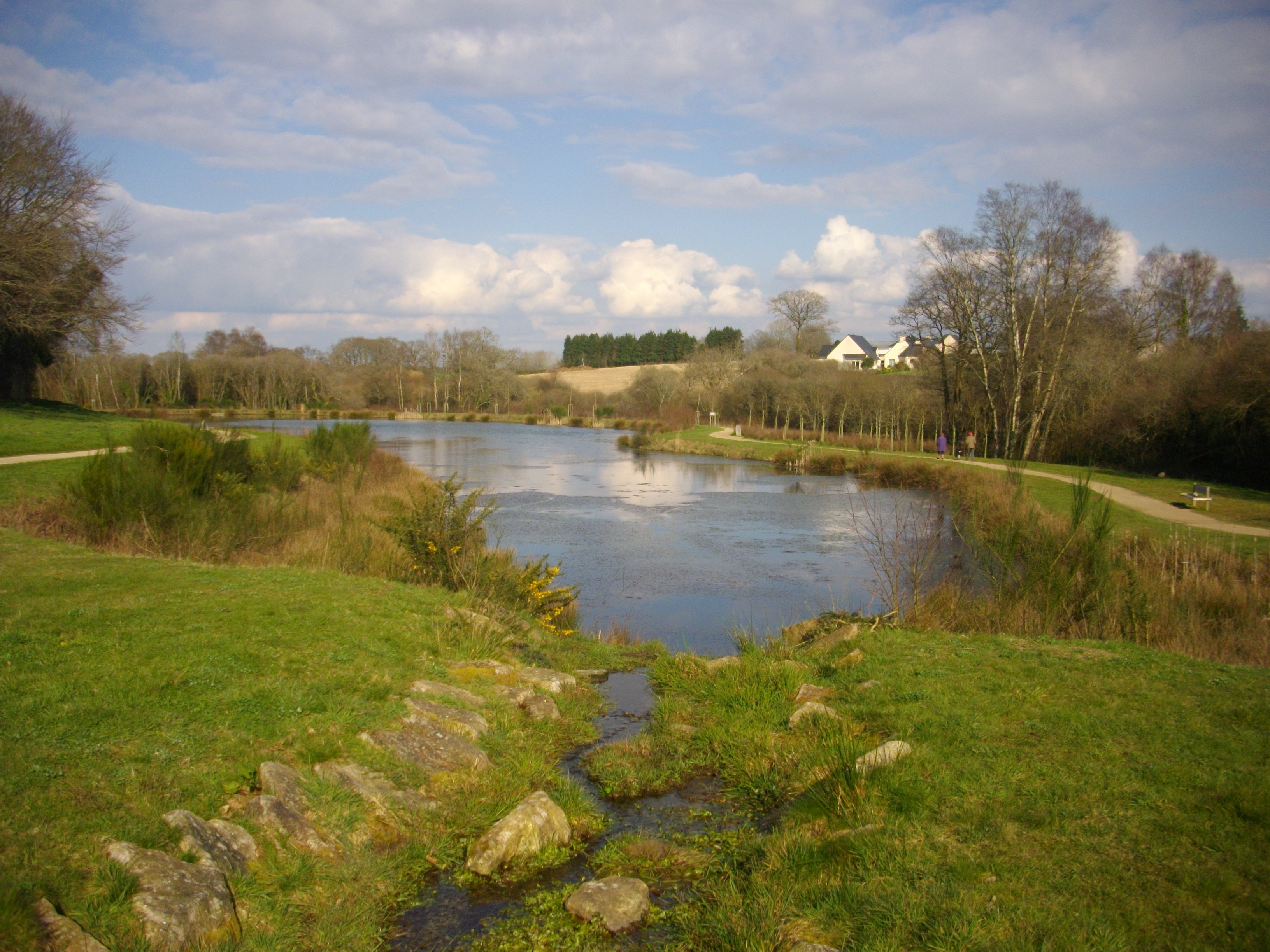
Kleiner Stausee bei Monterblanc

## Kultur
Als Teil einer viele tausend Jahre zurückreichenden Geschichte zeugen der Golf von Morbihan und sein Umland von einer kontinuierlichen menschlichen Besiedelung. Besonders markant sind die zahlreichen Überreste der Megalithkultur aus der Jungsteinzeit mit ihren Dolmen und anderen Steinformationen. Das Territorium wurde um die zwei Häfen Vannes und Auray strukturiert, die beide in der Antike gegründet wurden. Vannes wurde im Mittelalter aufgrund seiner Hafentätigkeit als Bischofssitz zu einer der wichtigsten Städte des Herzogtums Bretagne. In der Zeit der Ausbreitung der katholischen Kirche entstanden auch die für die Bretagne markanten Baustile der Kirchen, wie der Umfriedete Pfarrbezirk und die vielen Steinkreuze im ganzen Lande. Von der Bevölkerung wird auch heute noch die bretonische Kultur stark gepflegt, besonders durch die Erhaltung der bretonischen Sprache, der bretonischen Musik und der bretonischen Tracht. Diese Traditionen werden auch heute noch bei vielen Festivals präsentiert, die auch einen hohen Zulauf an Touristen haben.

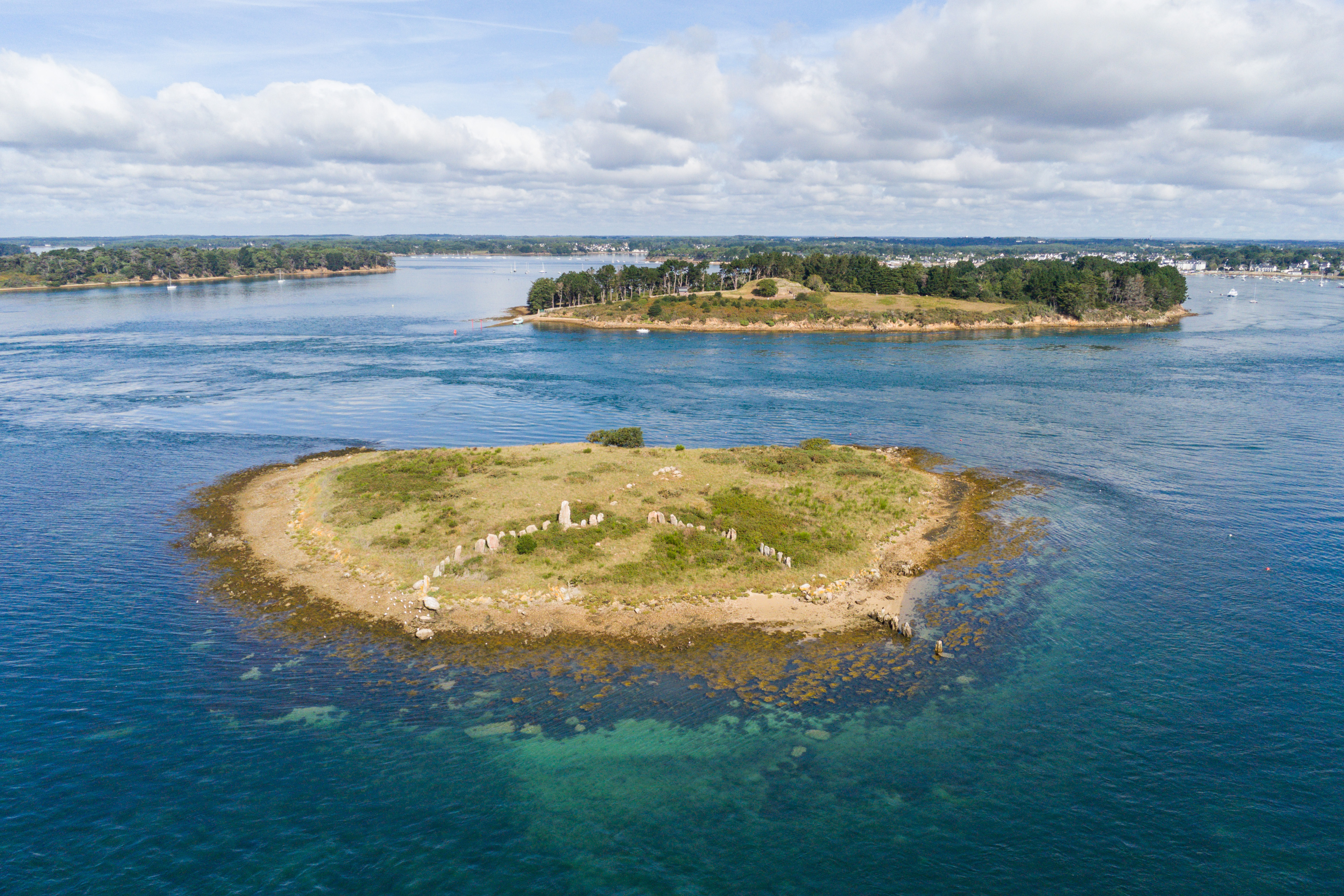
Steinkreis auf der Insel Er Lannic, dahinter Insel Gavrinis mit Hügelgrab
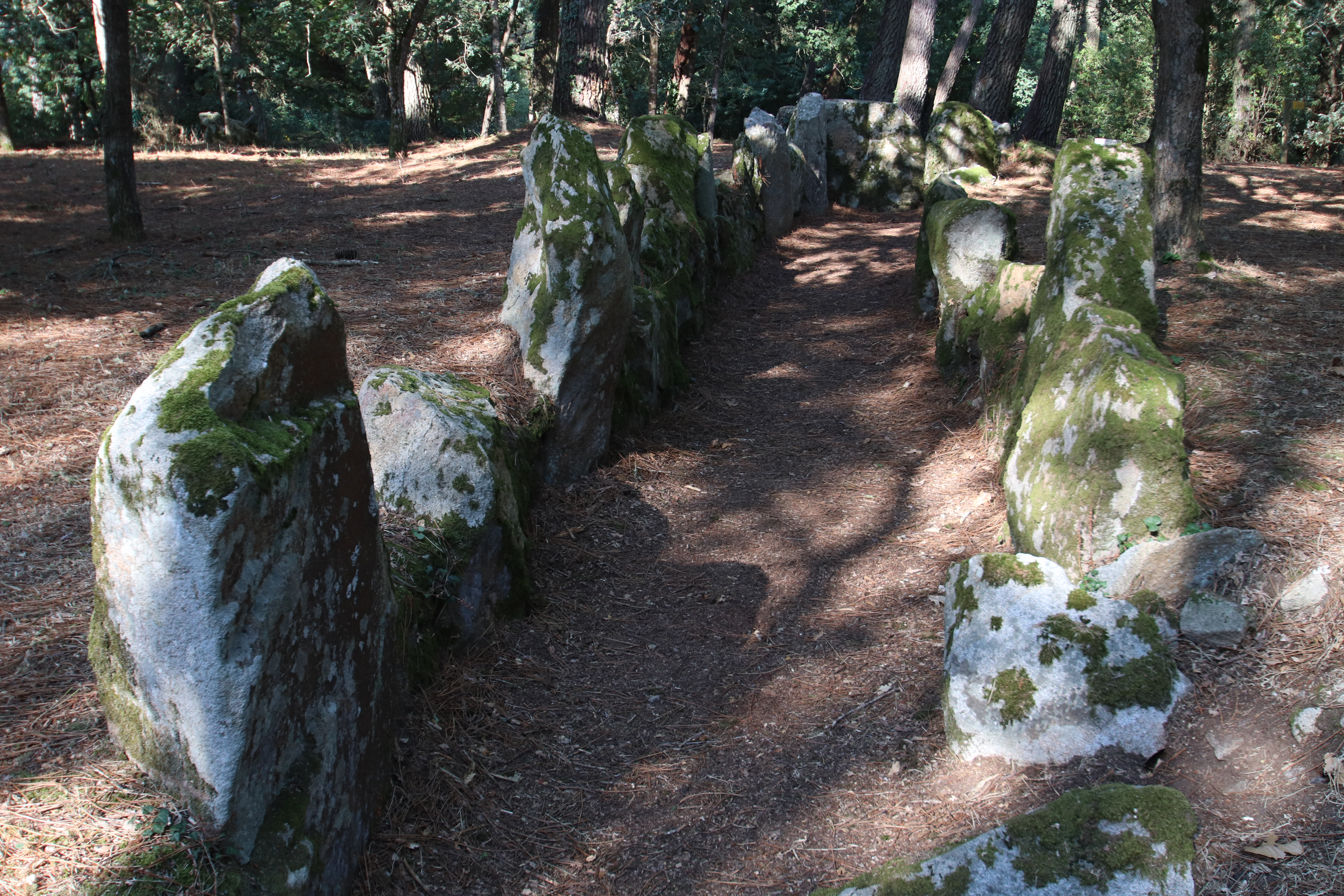
Galeriegrab von Luffang, Crach
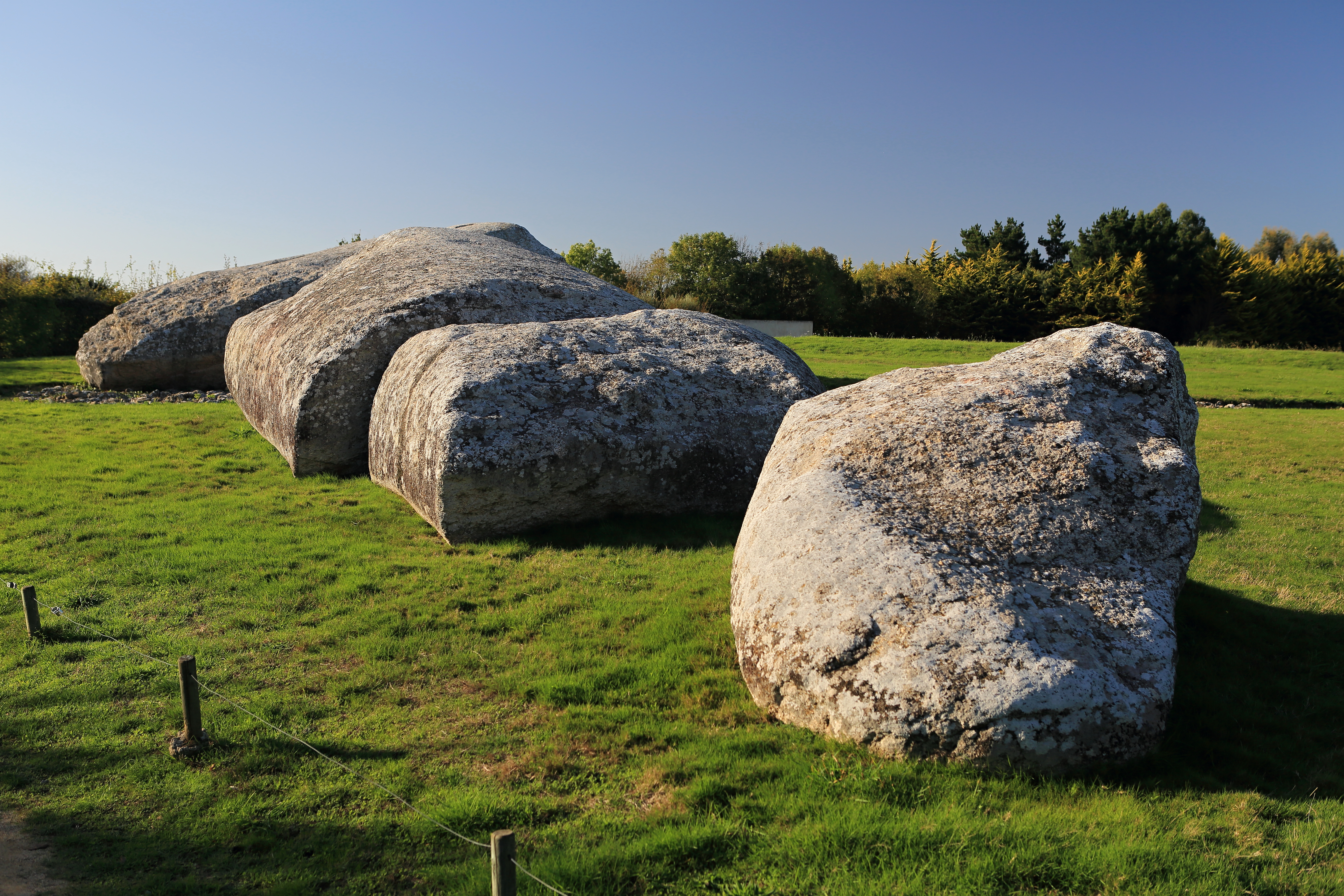
Der Grand Menhir brisé von Locmariaquer
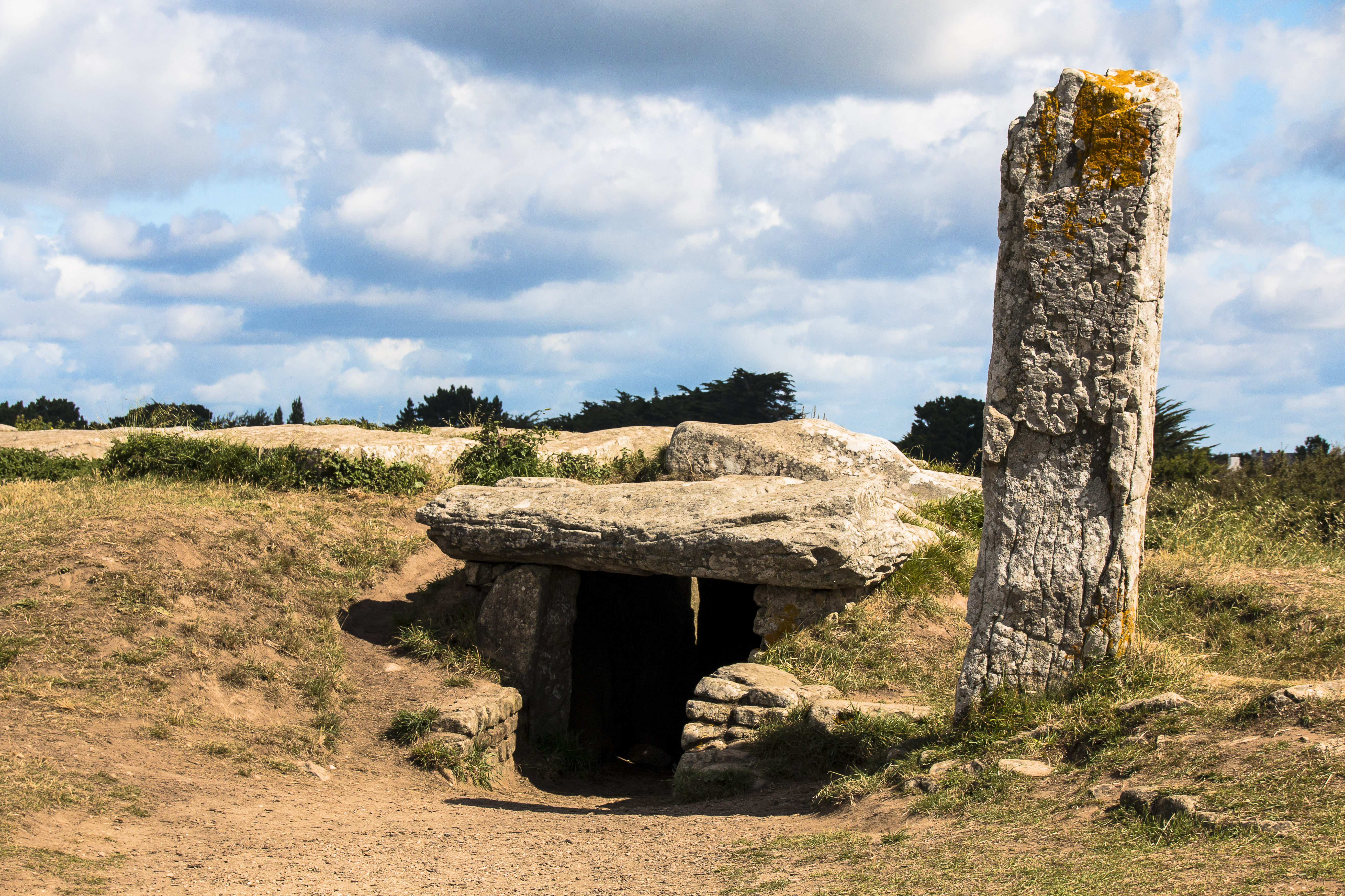
Megalithanlage Les Pierres-Plates in Locmariaquer
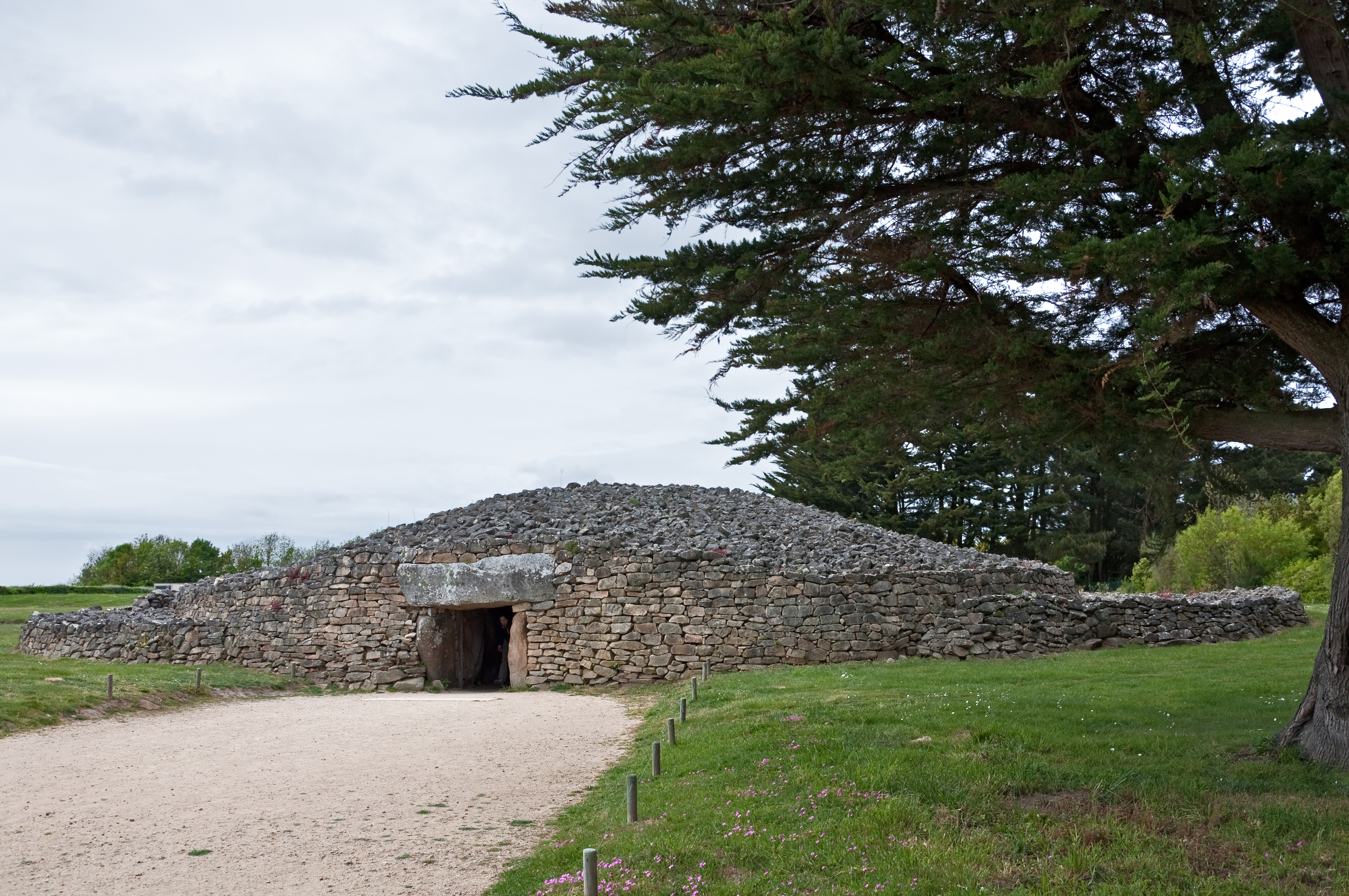
Hügelgrab Table des Marchand in Locmariaquer
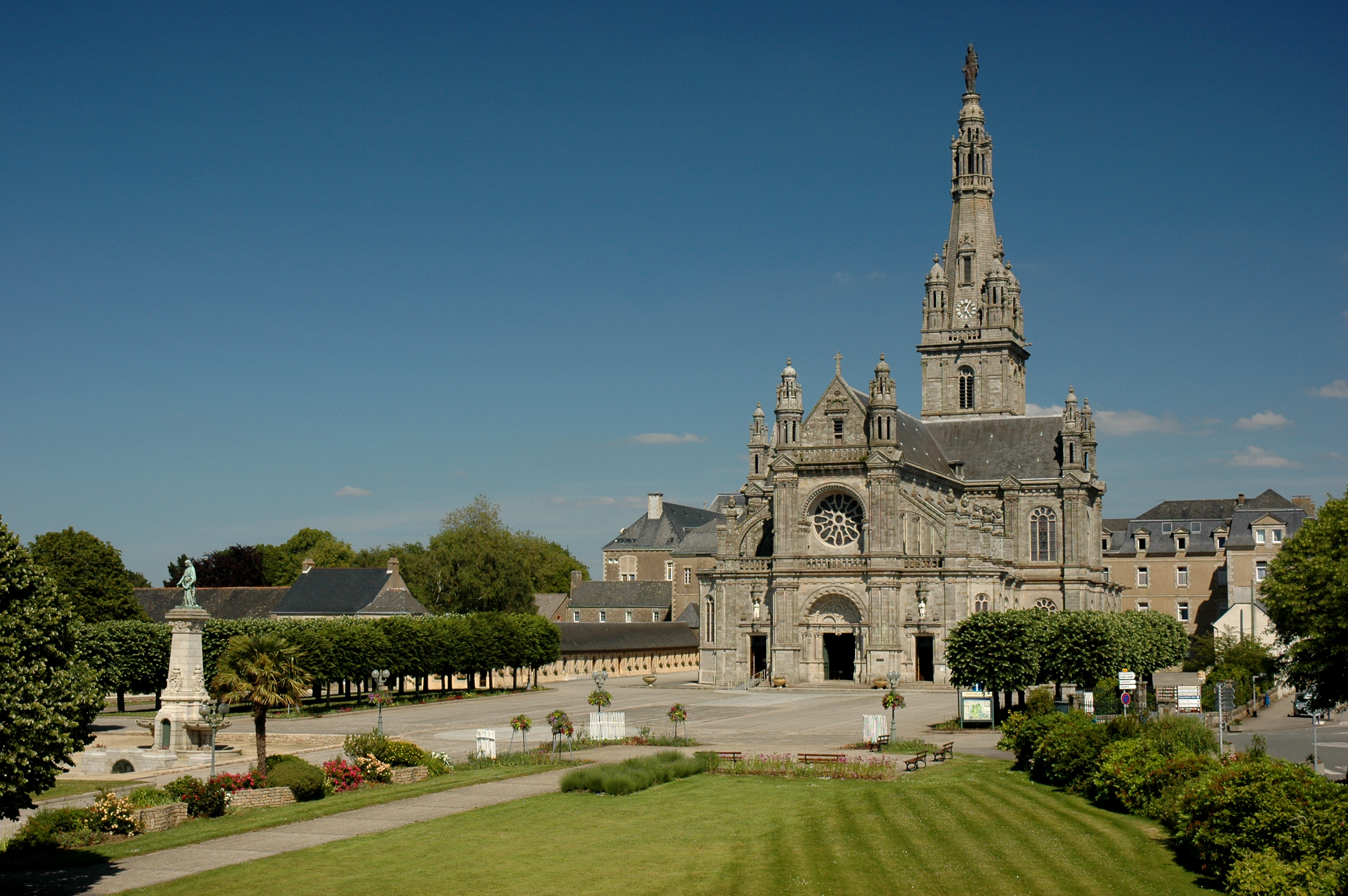
Basilika Sainte-Anne d’Auray in Auray
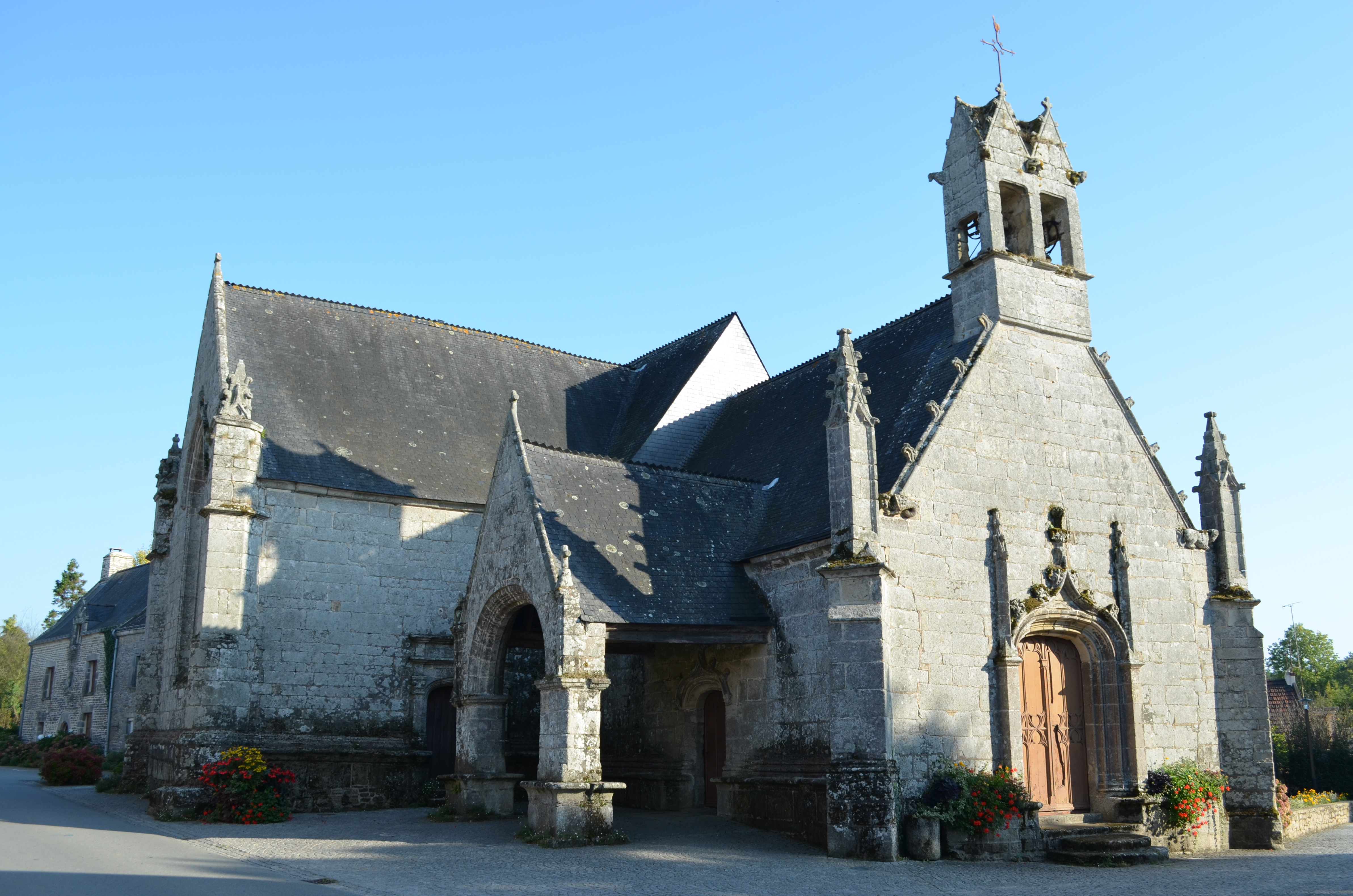
Kirche Saint-Jean-Baptiste de Gorvello in Sulniac
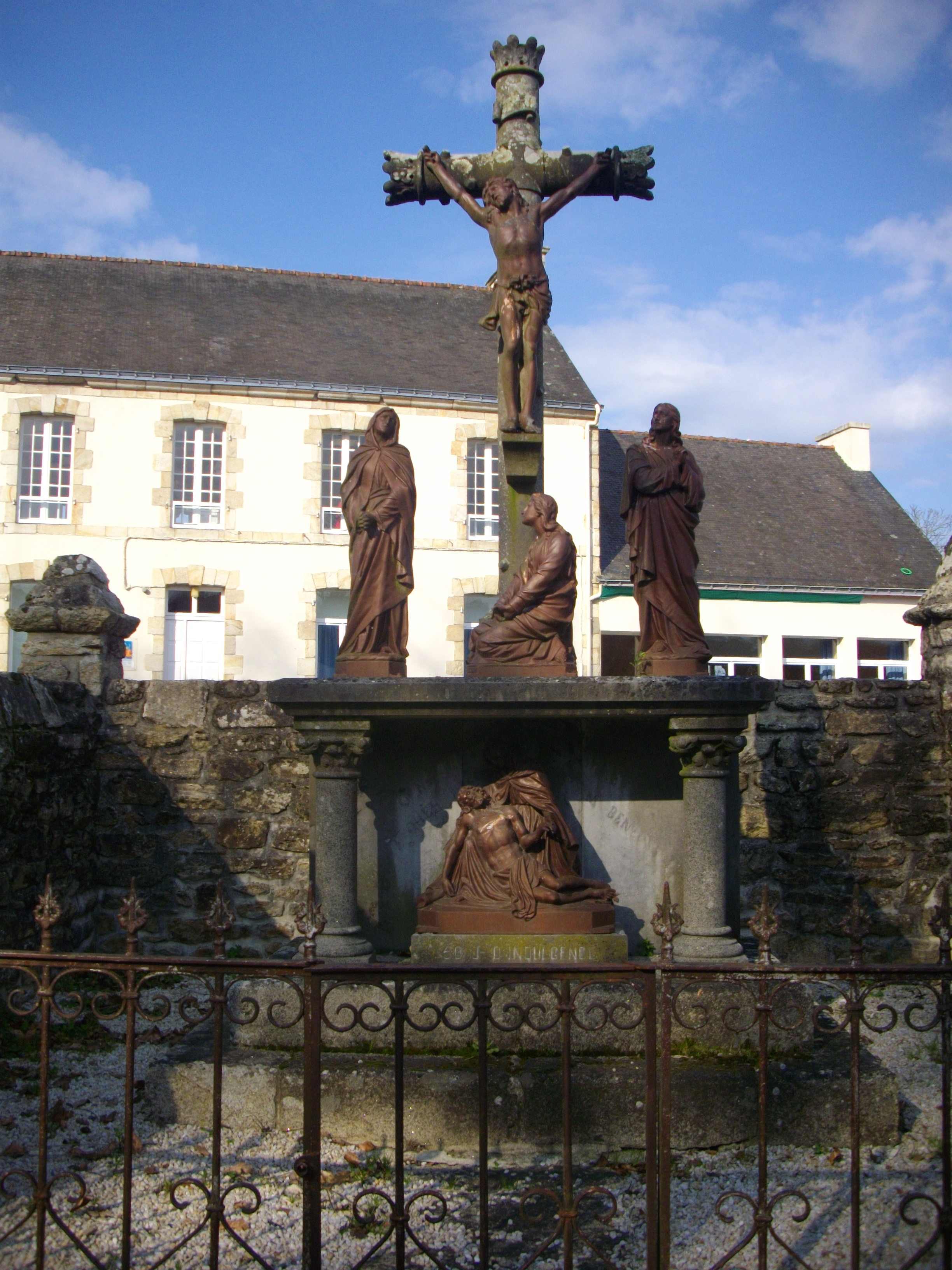
Calvaire in Monterblanc
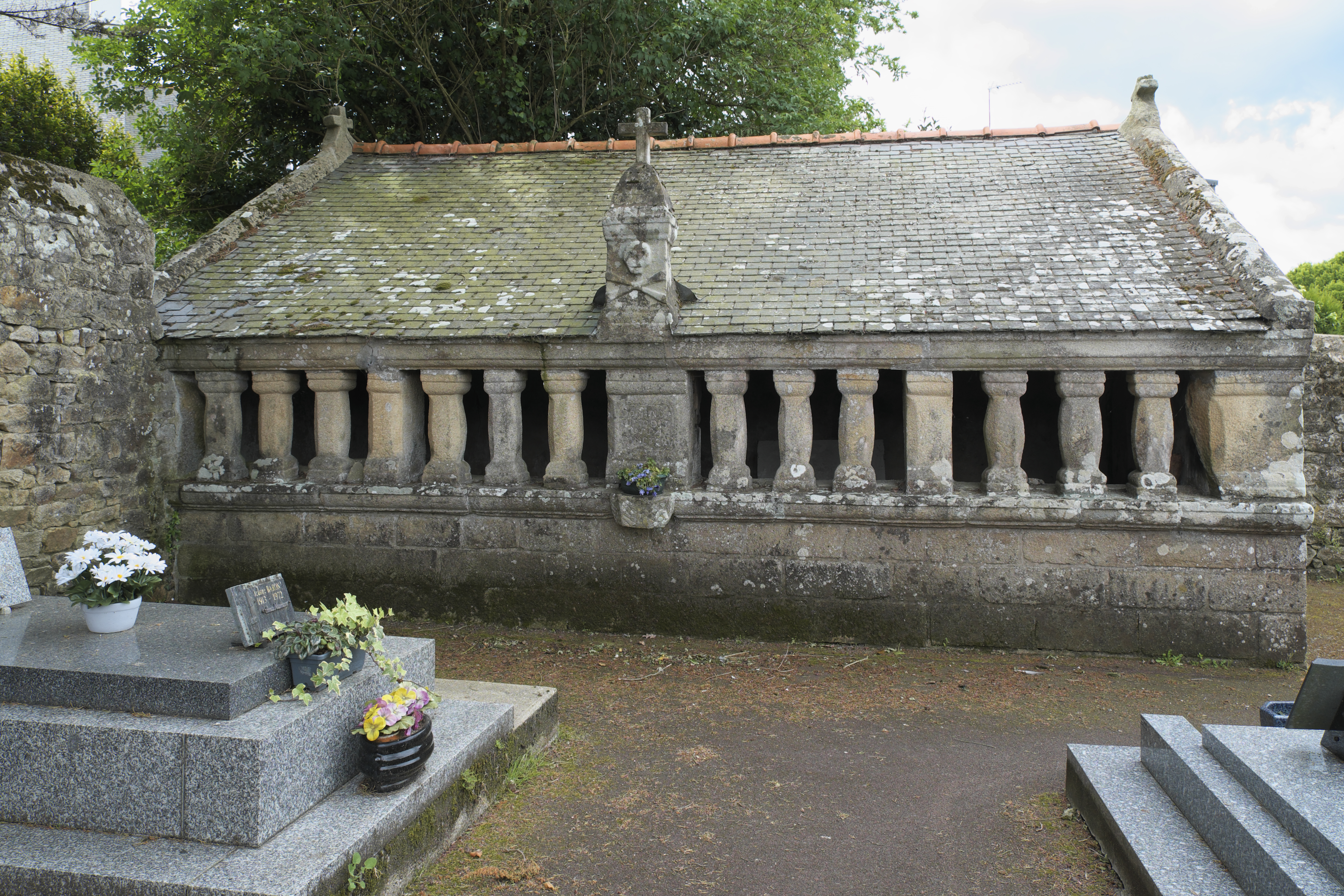
Beinhaus in Crach
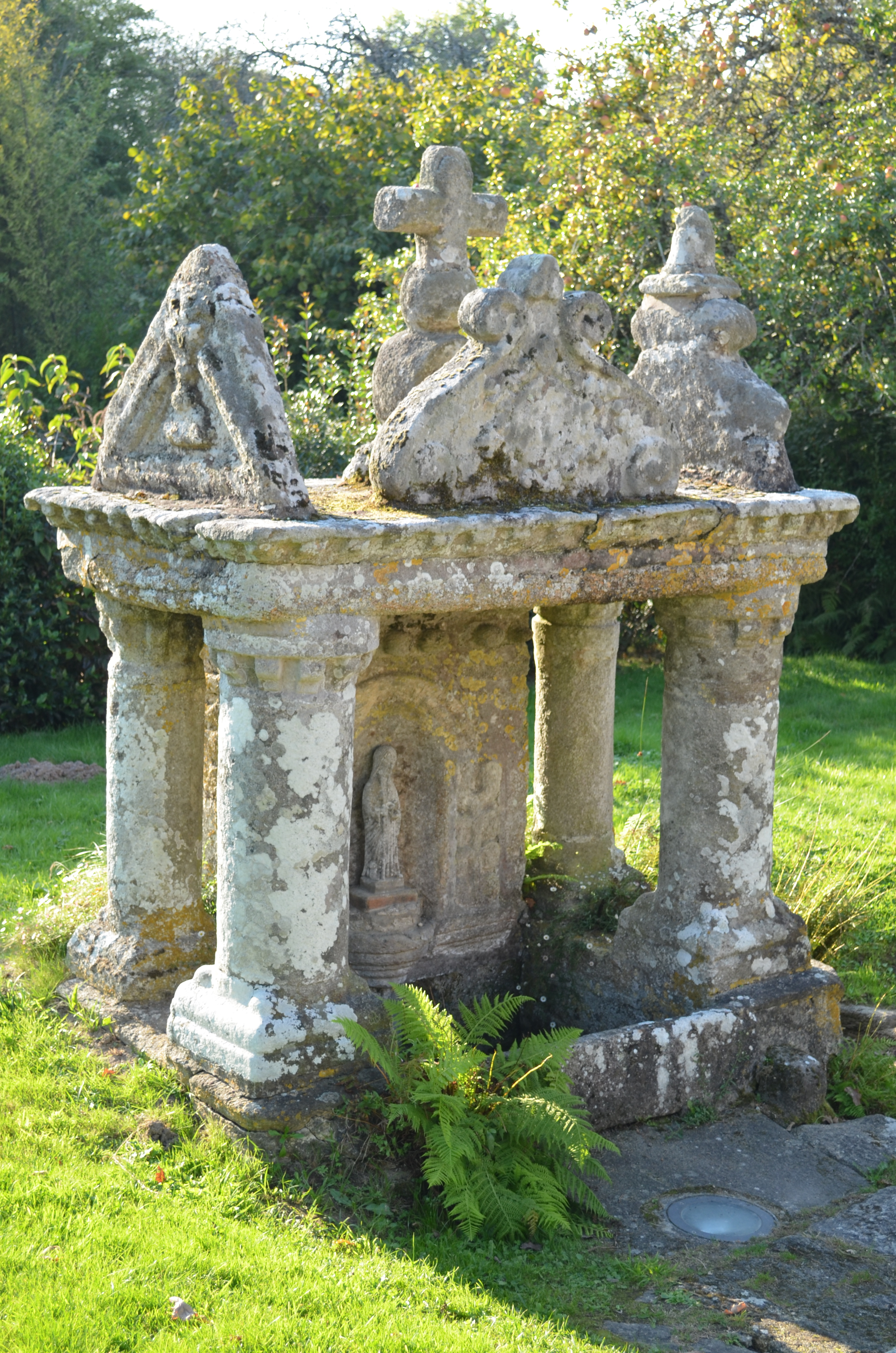
Quellfassung in Sulniac
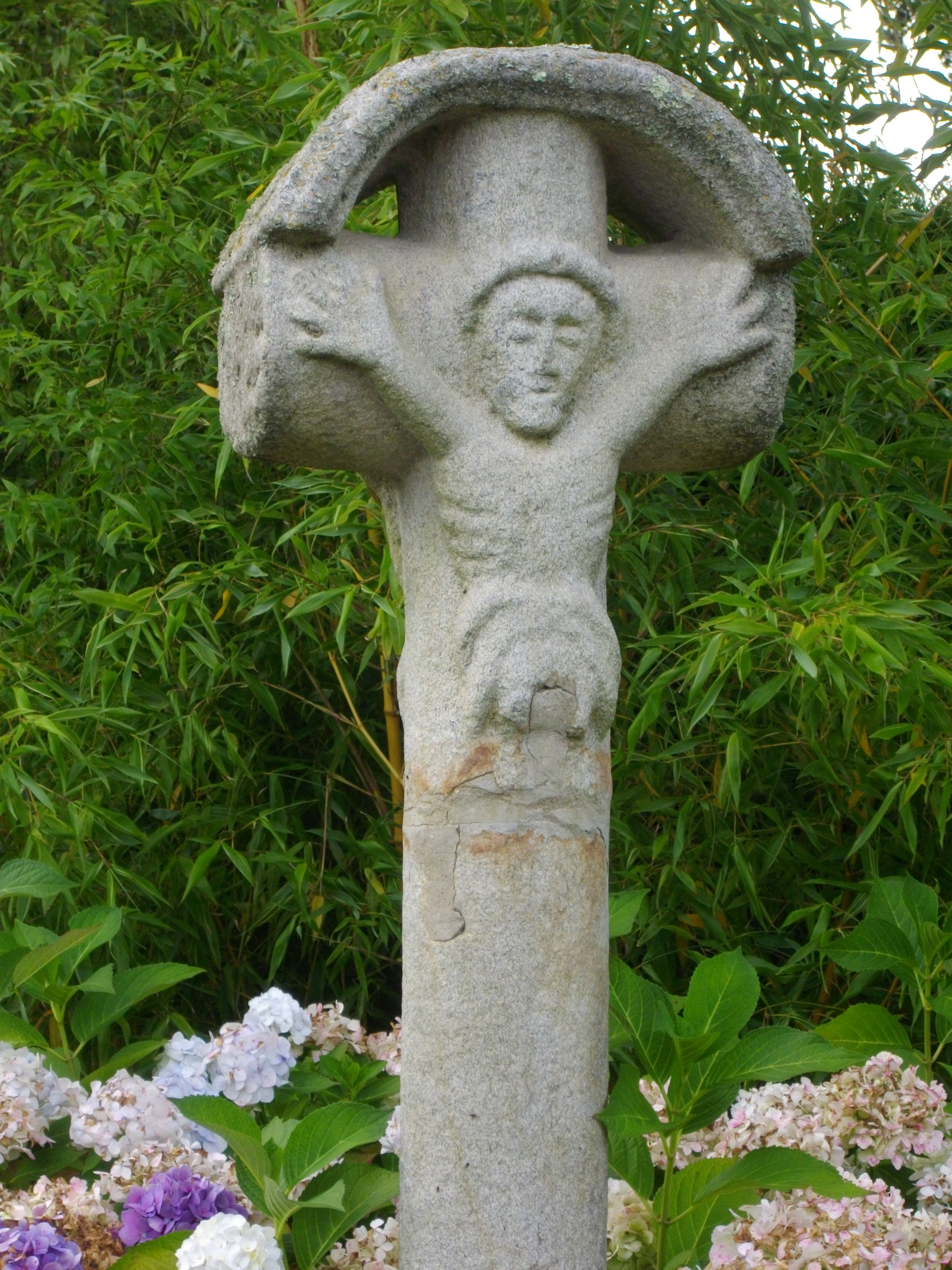
Steinkreuz in Meucon
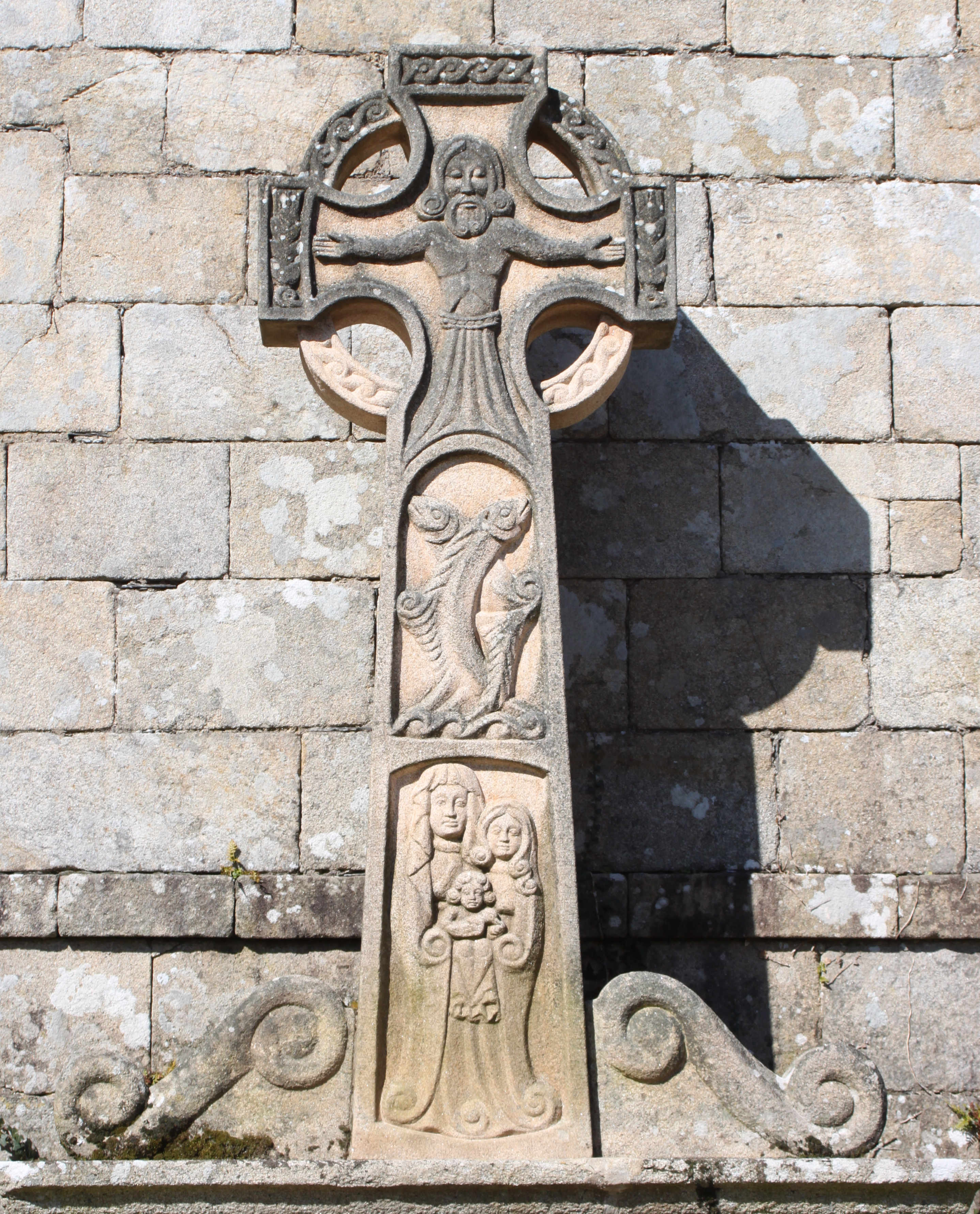
Steinkreuz in Crach
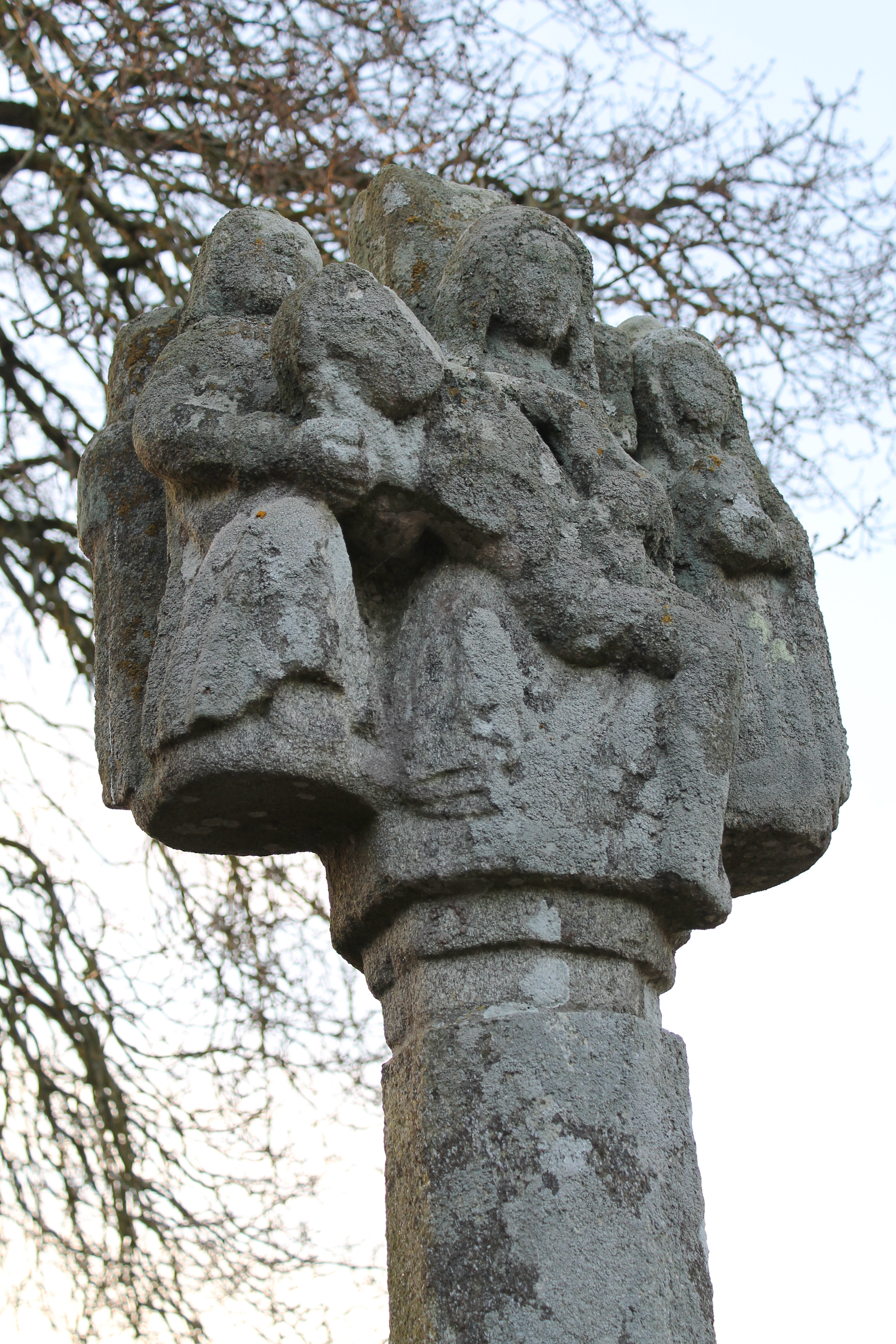
Steinkreuz in Treffléan
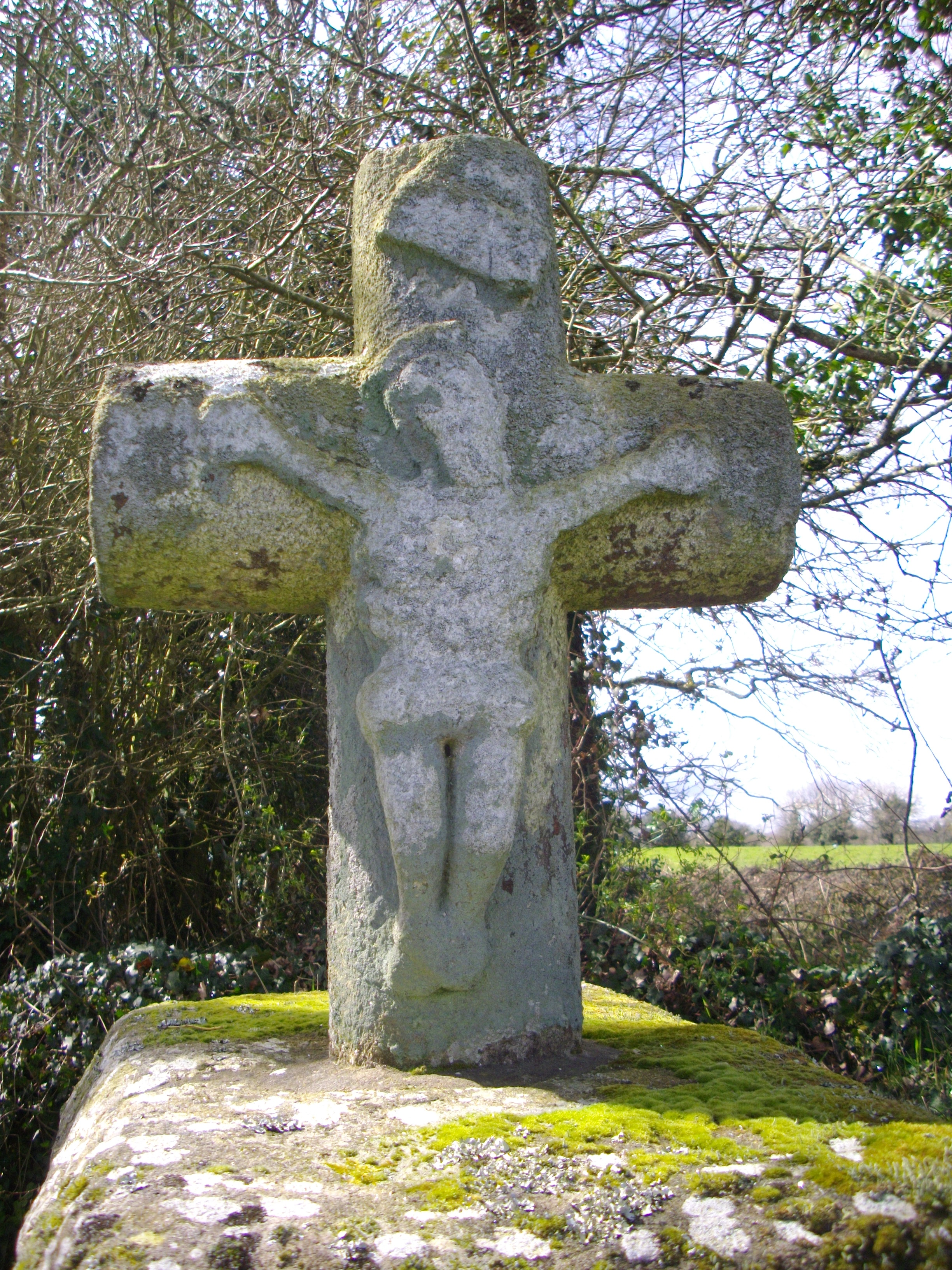
Steinkreuz in Saint-Nolff
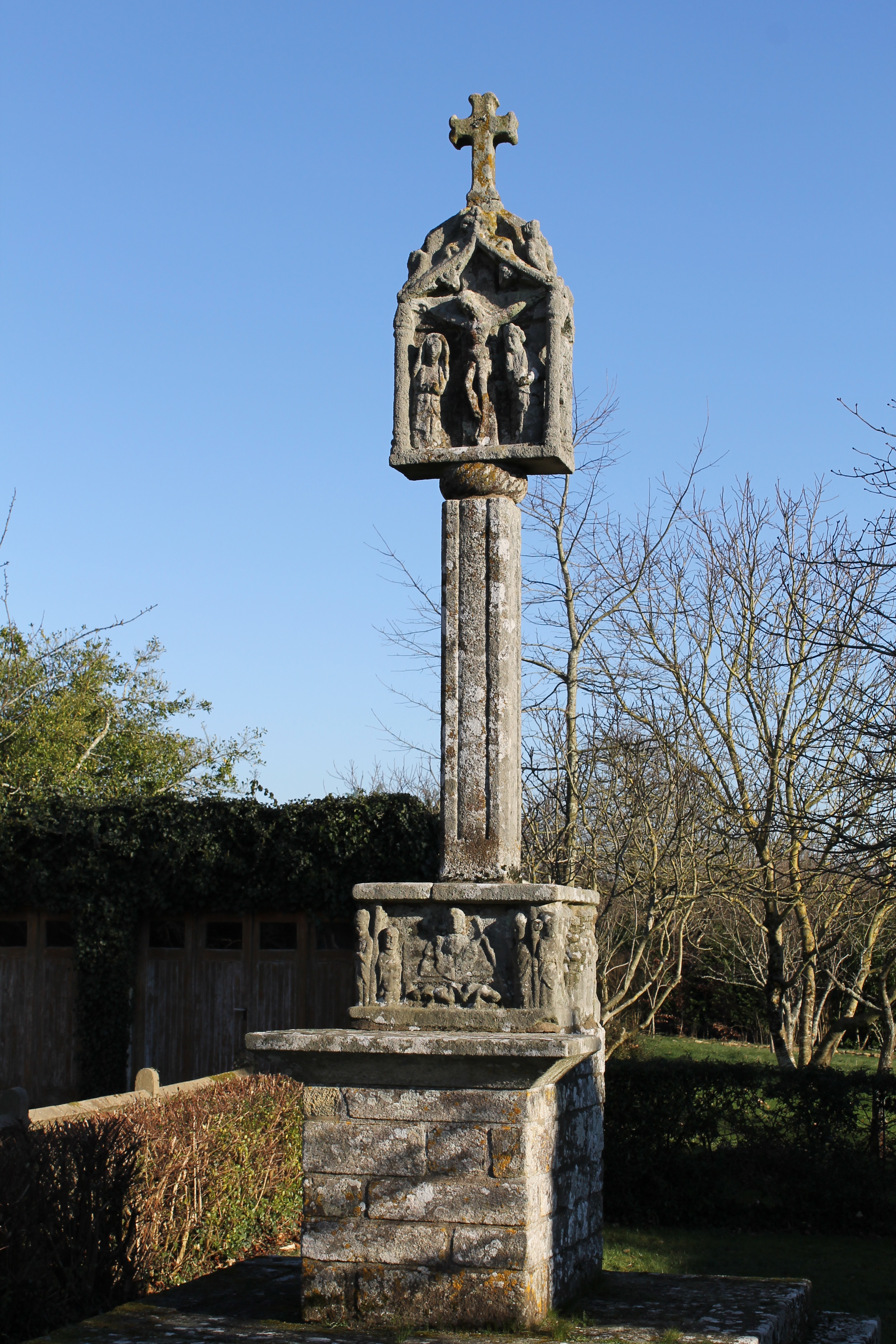
Steinkreuz in Saint-Nolff
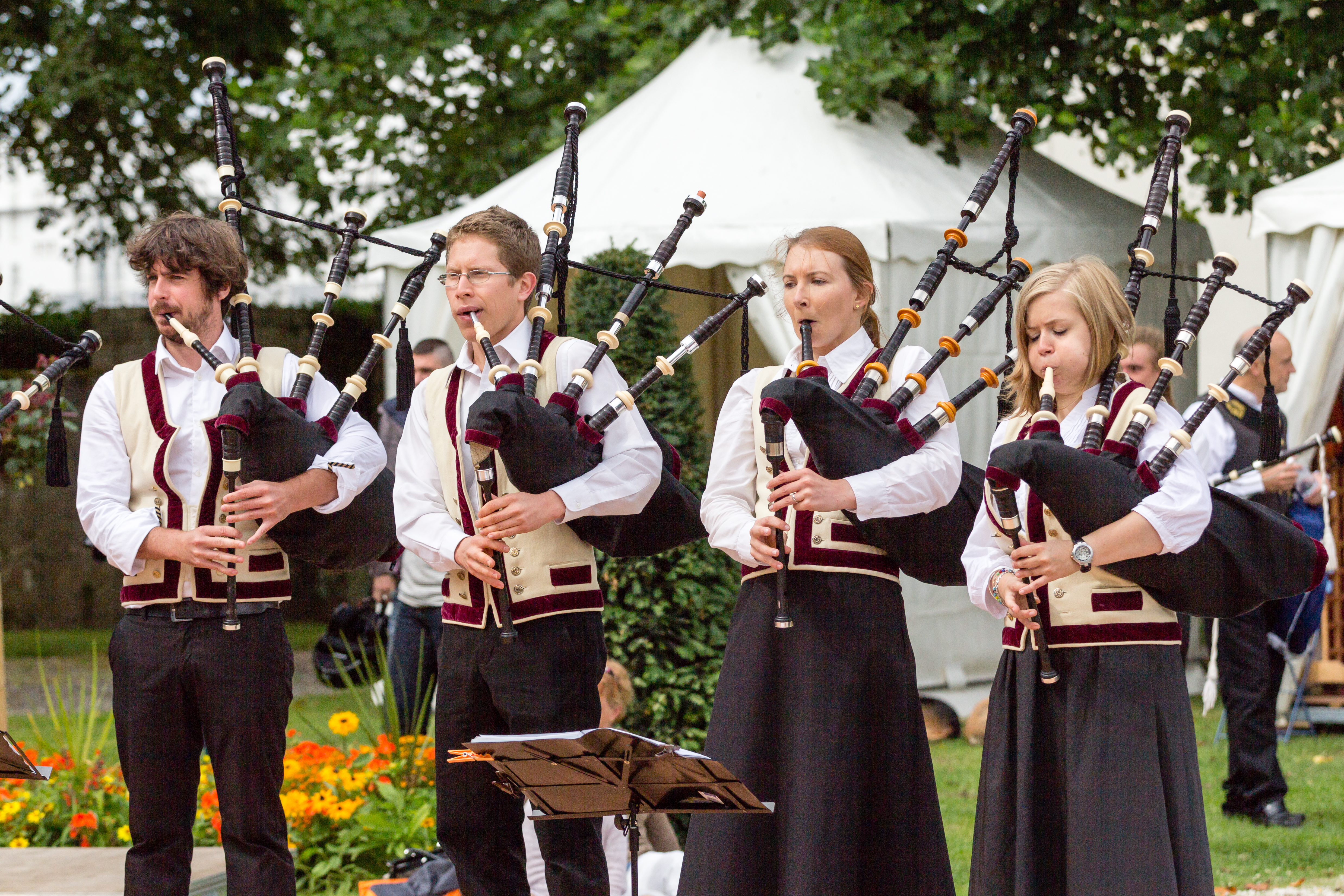
Bretonisches Festival in Elven
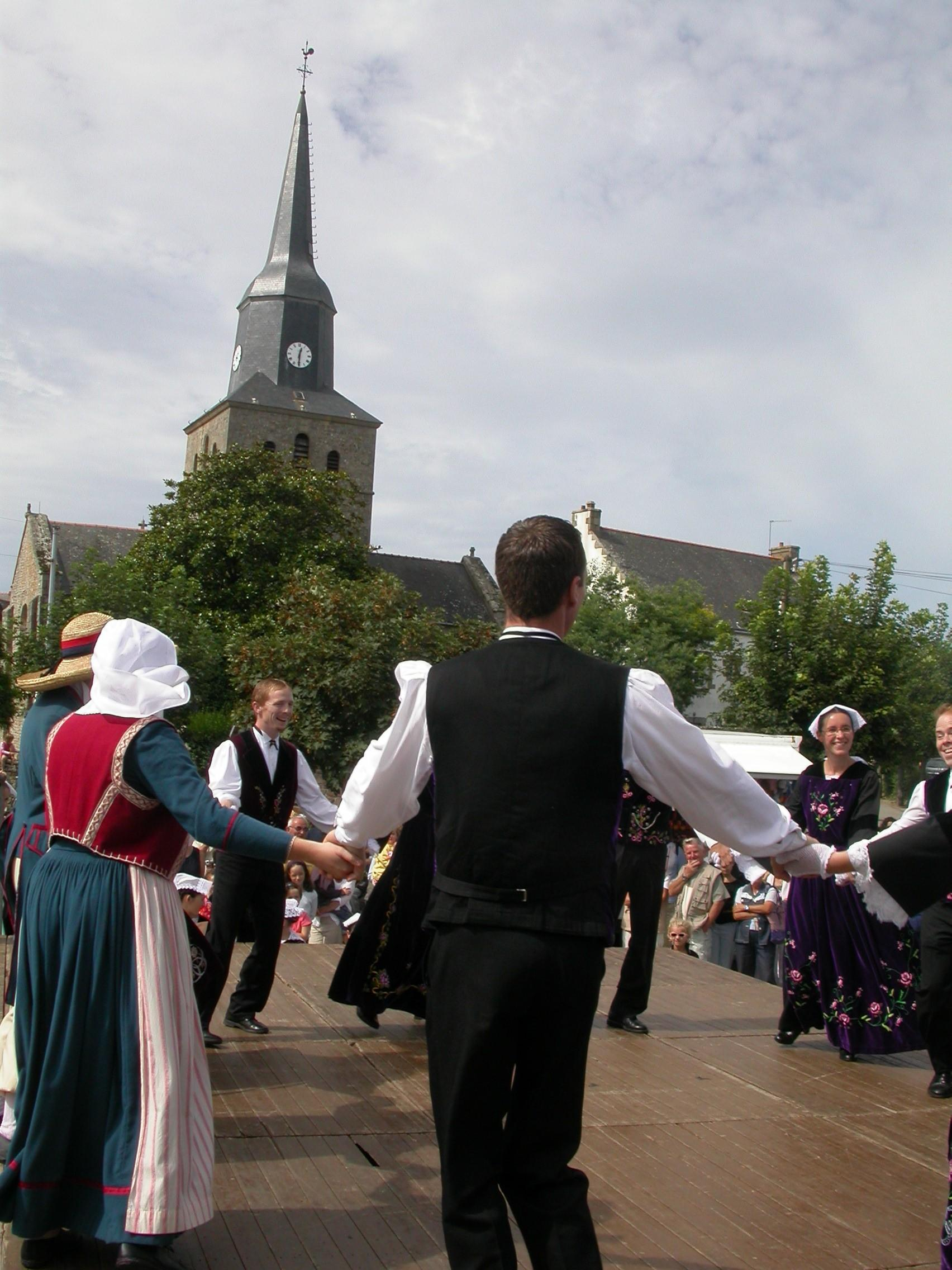
Bretonisches Festival in Locmariaquer
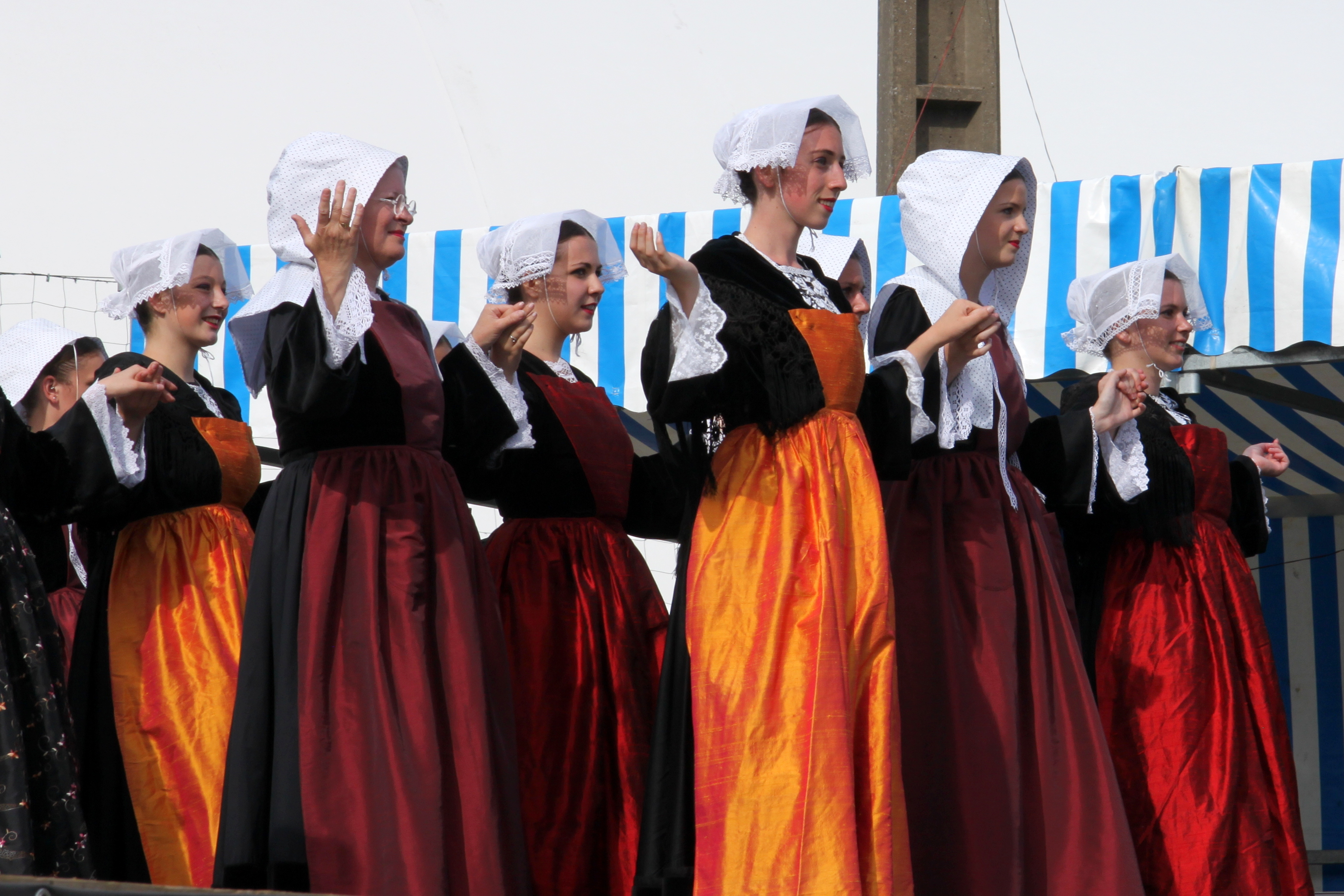
Bretonisches Festival in Pluneret
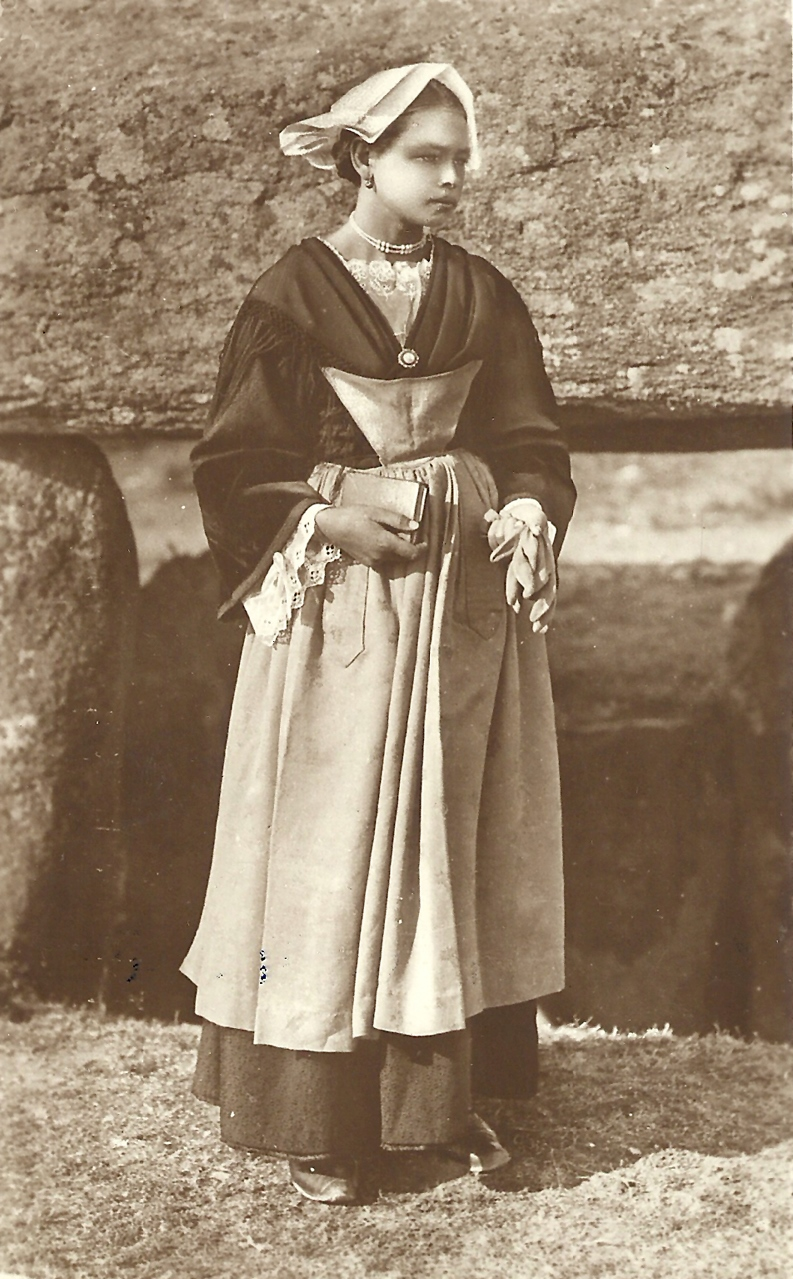
Tracht von Locmariaquer aus 1920
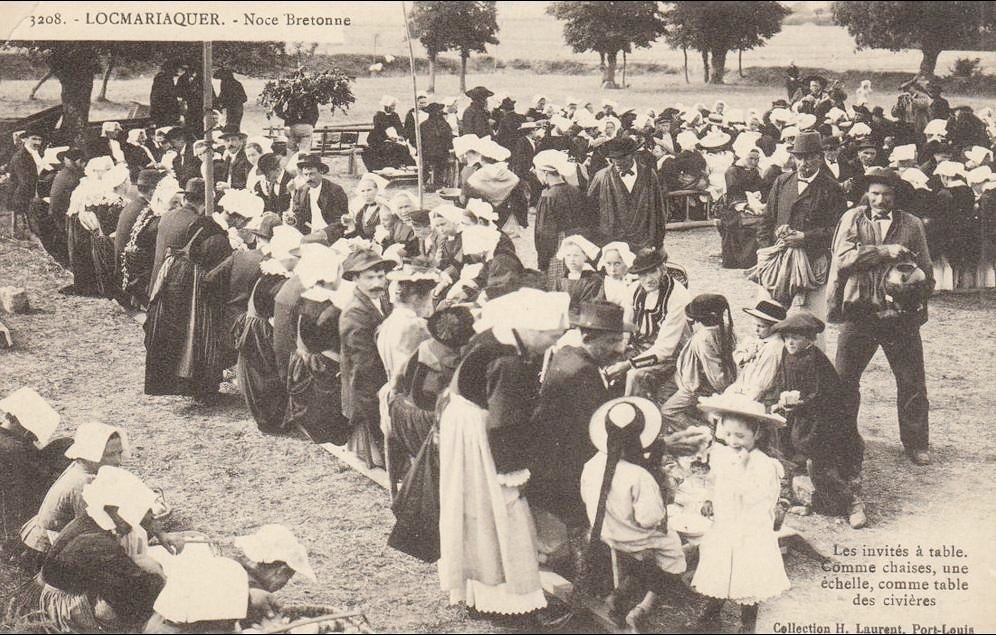
Trachtenhochzeit aus 1920

## Probleme
Neben den globalen Problemen, wie der Klimakrise oder der Wasserverschmutzung, beobachtet das Gebiet um den Golf von Morbihan ein demografisches Wachstum von etwa 80 % in den letzten 40 Jahren und liegt somit weit über dem Durchschnitt des Départements. Dieses schnelle Bevölkerungswachstum hat zu einem hohen Flächenverbrauch zu Lasten der landwirtschaftlichen und natürlichen Flächen und allgemein zu Lasten der Lebensqualität der Einwohner geführt. Die stadtnahen Großräume von Vannes und Auray weiten sich aus und die Urbanisierung setzt sich am Küstenstreifen fort, wo immer mehr Zweitwohnungen zu finden sind. Die Bekanntheit des Golfs von Morbihan zieht auch jedes Jahr viele Besucher an, die wesentlich zur lokalen Wirtschaft beitragen. Die Touristenströme bleiben jedoch nicht ohne zunehmende Auswirkungen: Überbelegung bestimmter Orte, Nutzungskonflikte, Verkehrsprobleme und Koexistenz von gegensätzlichen Aktivitäten. Das Mosaik der Nutzungen und ihre starken Veränderungen erzeugen vielfältige Belastungen, die das Gleichgewicht des Territoriums schwächen und letztendlich die Harmonie seiner Entwicklung bedrohen.

## Zielsetzung
Die Schaffung des Regionalen Naturparks mit einer Teilnahme von fast allen Gemeinden des Gebietes entspricht der Notwendigkeit, dieses Territorium, dessen Natur-, Kultur- und Landschaftserbe von hoher Qualität ist, zu schützen und zu verbessern. Sein Gleichgewicht muss durch ein langfristiges Projekt der nachhaltigen Entwicklung bewahrt werden.